# Skolhusarkitektur i Sverige

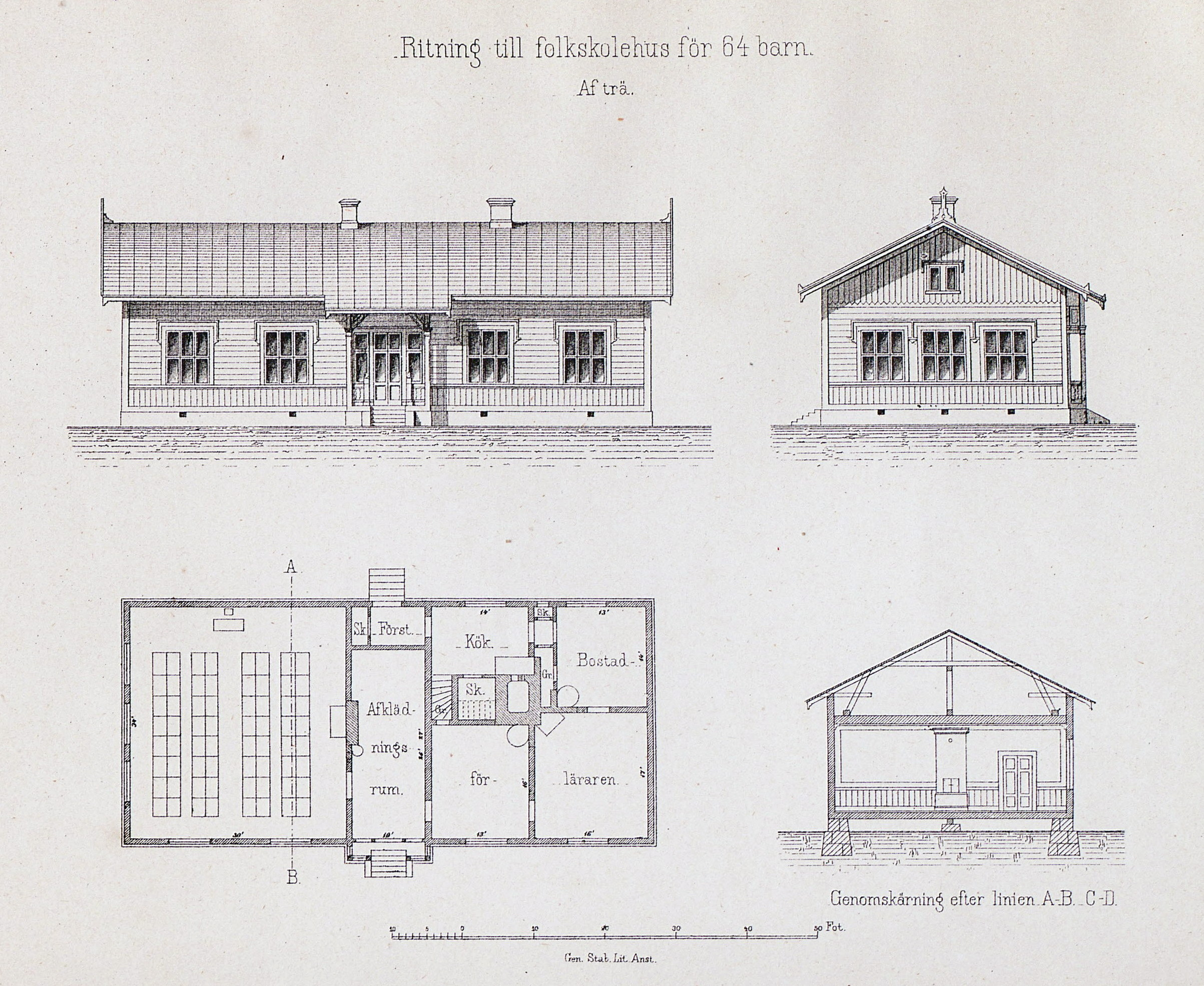
Normalritning för en folkskola för 65 barn, 1865.

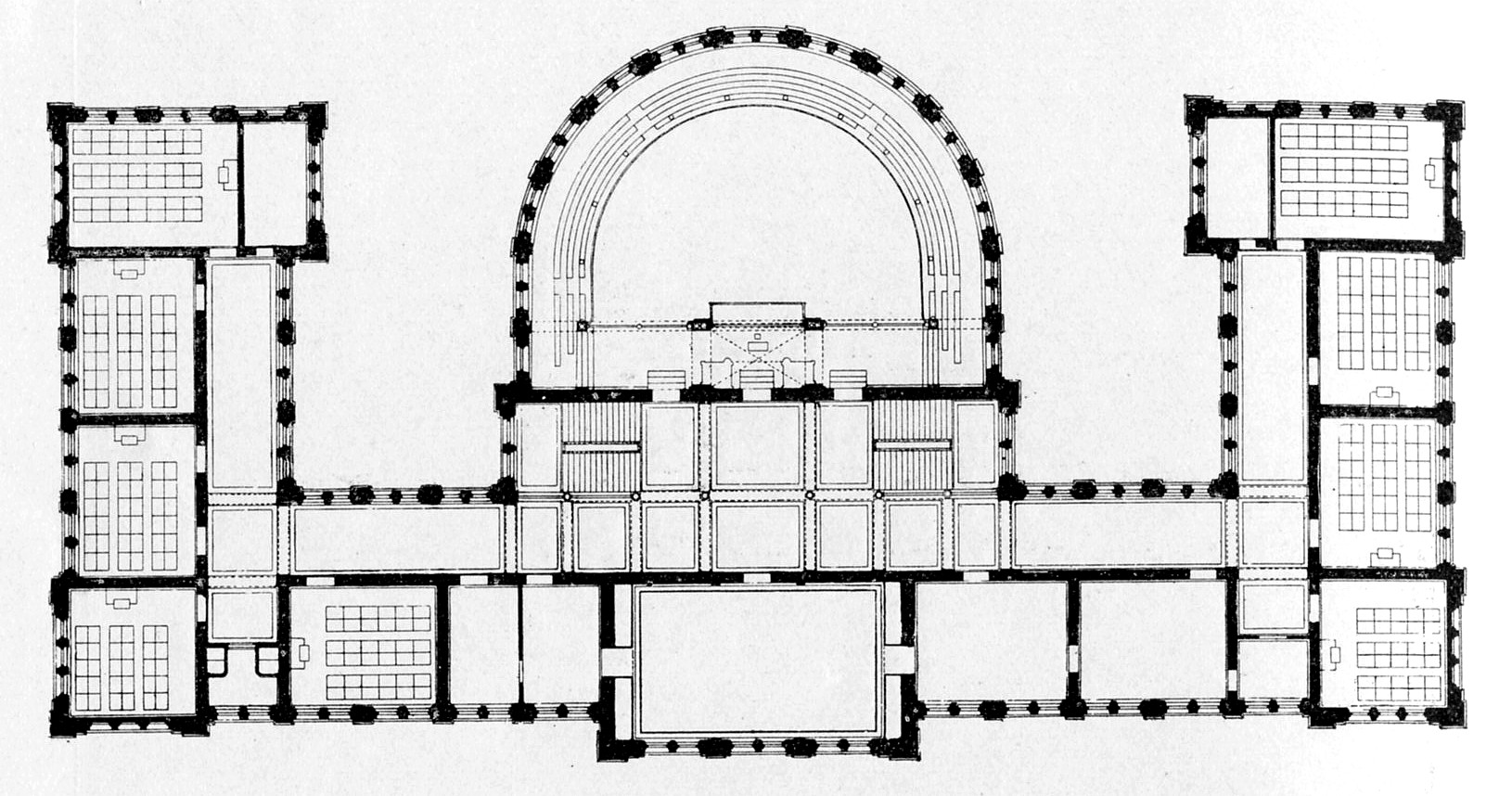
Exempel för städernas skolpalats: planritning för Norra Real och Södra Latin från 1897, arkitekt P.E. Werming.

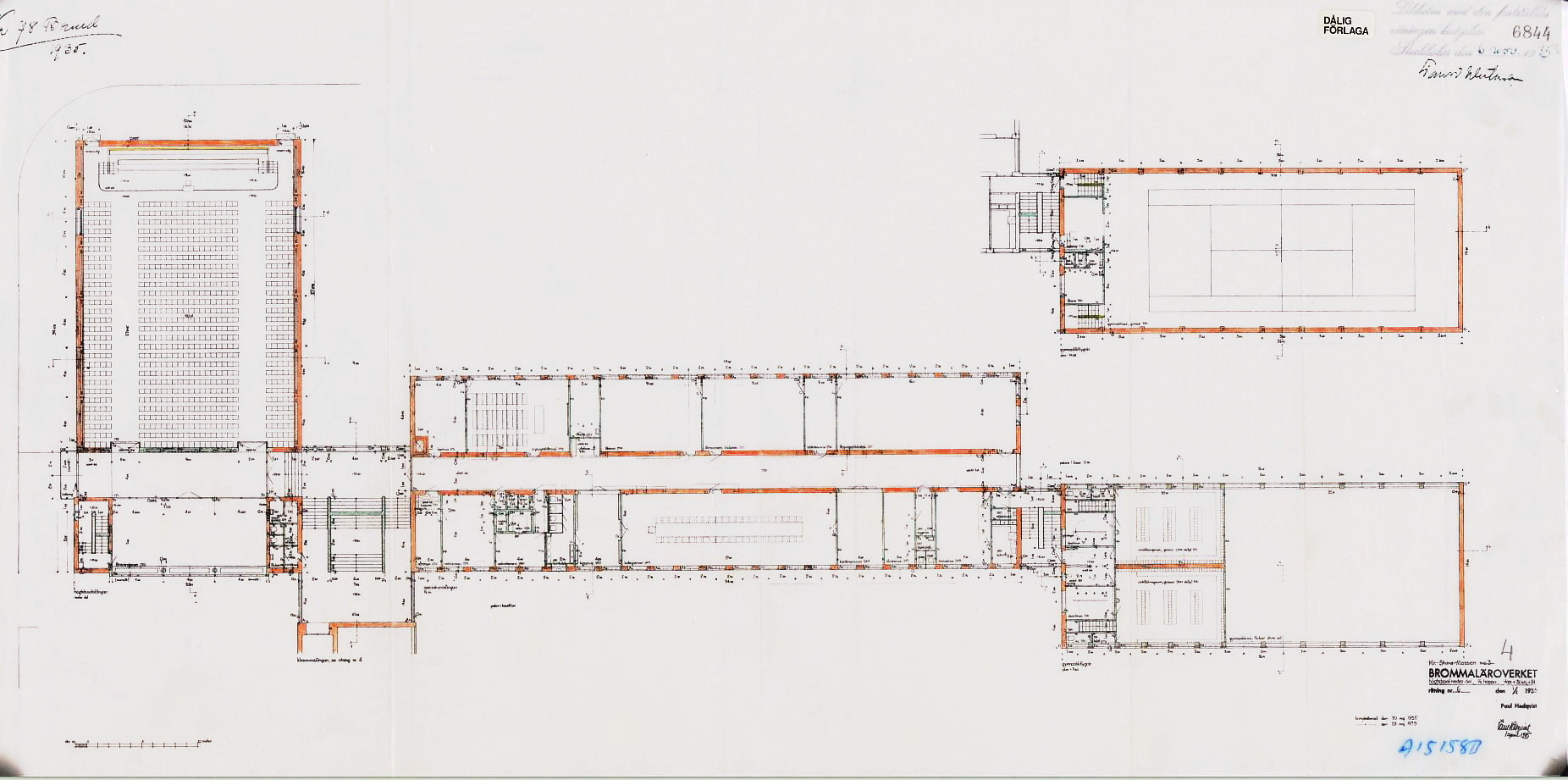
Exempel för folkhemmets skola: planritning för del av Bromma läroverk från 1937, arkitekt Paul Hedqvist.

Skolhusarkitektur som en egen byggnadsform började i Sverige etablera sig i samband med att folkskolestadgan som skulle ge barn baskunskaper i olika ämnen antogs 1842. De nya bestämmelserna ledde till en boom för skolhusbyggen i mitten av 1800-talet. På 1860-talet fanns ungefär 700 nya skolhus i landet. Under nästkommande decennium ökade siffran till över 2 000. Svensk skolhusarkitektur kan indelas i flera perioder, påverkade av rådande politiska strömningar. 
På 1860- och 1870-talen utgav Svenska staten särskilda typritningar för folkskolehus på landsbygden och i mindre städer. I Sveriges större städer uppfördes under sena 1800-talet och tidiga 1900-talet monumentala läroverk ritade av framstående arkitekter. Folkhemmets skolbyggnader från 1940- och 1950-talen skapades också av välkända arkitekter, men nu stod funktionen i fokus och krav på en skolmiljö med effektiva utrymmen för verksamheten. Skolan skulle även användas som ett instrument för att minska klassklyftorna. Skolöverstyrelsen upprättade byggregler och standardritningar som i detalj bestämde klassrumsstorlek och inredning. 
Välfärdsstatens skolbyggen präglades bland annat av grundskolereformen som kom 1962. Skolan skulle bli ett redskap i skapandet av det jämställda samhället och skolhuset gestaltades därefter. I dag utformas skolmiljön efter demokratiska värderingar, jämlikhet, individuell frihet och möjlighet att tillgodose alla barns behov. Det traditionella klassrummet ersätts av arbetslag och samarbete över klass- och ämnesgränser. Svensk skolhusarkitektur är en viktig del av landets kultur och en spegel över samhällsutvecklingen från 1850-talet fram till i dag.

## Svenska skolan i äldre tider

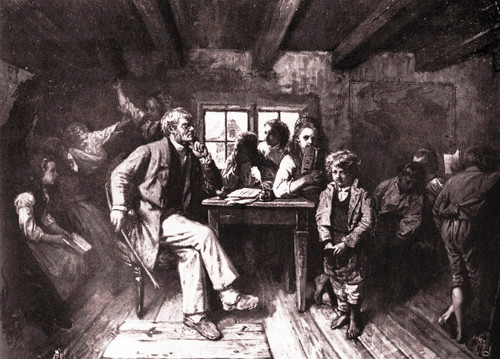
Hemskolning på 1800-talet.

Under medeltiden var den katolska kyrkan ansvarig för den lärda utbildningen och folkundervisningen. I anslutning till städernas kyrkor fanns ofta en stadsskola, i Stockholm omnämnd redan 1318. Reformationen och kyrkogodsens indragning till kronan påverkade inte skolväsendet nämnvärt eftersom det redan tidigare stått under magistratens överinseende som en av städernas inrättningar. Några speciella, för undervisning anpassade skolbyggnader fanns inte. Exempelvis skänkte Gustaf Vasa år 1529 några byggnader i Stockholm som skulle användas i undervisningssyfte. Dessa hade han kort innan dragit in till kronan.
Sedan katekesundervisningen började på 1600-talet fanns krav på kunskap och utbildning för alla medborgare. Några skolhus behövdes dock inte. För undervisningen användes en lämplig lokal och socknens klockare undervisade barnen att läsa innantill. Ibland lät en välvillig godsherre uppföra ett skolhus på sina ägor, exempelvis friherren Carl Carlsson Gyllenhielm som 1629 grundade en skola vid sitt gods Sundbyholm i Södermanland vilken anses vara Sveriges första folkskola. Den var i drift ända till 1987. På 1600-talet fanns gymnasier för högre utbildning i Sverige, bland de första är gymnasiet i Västerås som grundades 1620 och gymnasiet i Gävle från 1640 som blev grunden till Gävle högre allmänna läroverk.

## Allmänna folkskolan kräver skolhus

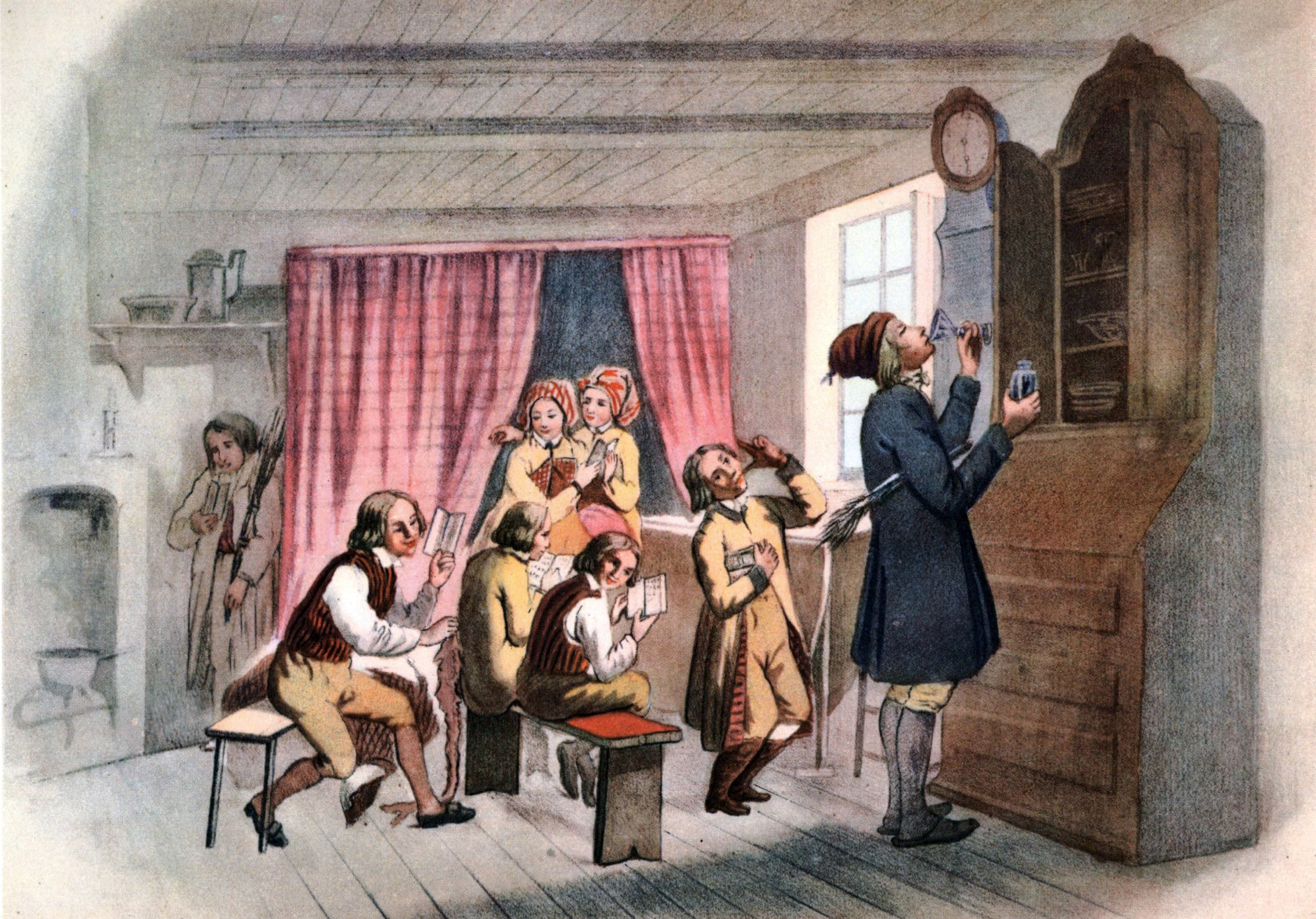
Undervisning i bostaden, teckning av Robert Wilhelm Ekman, 1845.

Skolan före mitten av 1800-talet var något för de privilegierade i samhället och de flesta skolor låg i större städer och köpingar. Undervisningen ägde till stor del rum i lånade, provisoriska lokaler eller hemma hos någon. Den industriella revolutionen som nådde Sverige under första hälften av 1800-talet krävde även utbildade medborgare som kunde läsa och skriva. Men folkundervisningen i Sverige inleddes inte med folkskolestadgan 1842. Att undervisa befolkningen hade börjat långt tidigare med kyrkans hemundervisning. Det var ett system med rötter i 1600-talets lutherska ortodoxi.
År 1842 antogs folkskolestadgan, som innebar att den allmänna folkundervisningen skulle omfatta mycket mera än katekeskunskap. I stadgan fastställdes att I hwarje stadsförsamling och hwarje socken på landet bör finnas minst en, helst fast, skola med wederbörligen godkänd lärare. Nu dög inte längre en ”lämplig lokal” utan undervisningen skulle ske av en utbildad lärare i en för ändamålet uppförd skolbyggnad. Den person som skulle komma att få störst betydelse i utformandet av den nya folkskolan var Per Adam Siljeström. Han var ingen arkitekt utan lärare och riksdagspolitiker med ett stort samhällsintresse. Han hämtade sina idéer från Frankrike och de anglosaxiska länderna genom en studieresa till USA 1849–1850. I två böcker: Bidrag till skol-arkitekturen och Inledning till skolarkitekturen (båda publicerade 1856), gav han sin syn på hur folkskolehusen borde vara inrättade.
Som ytterligare vägledning gav Kungliga överintendentsämbetet 1865 ut skriften Normalritningar till folkskolebyggnader. I den tillhörande beskrivningen ägnades stort utrymme åt luftväxling, luftvolym och uppvärmning. Man byggde med lokala material, exempelvis ett trähus i mellersta Sverige, en korsvirkeslänga i södra delen av landet eller ett stenhus på Gotland. Det vanligaste byggmaterialet var dock timmer. Ofta byggdes skolan invid kyrkan, som var den naturliga samlingspunkten. Skolhuset skulle placeras högt och synligt för att ”bjuda aktning och medföra trevnad”.

### Folkskolans arkitektur

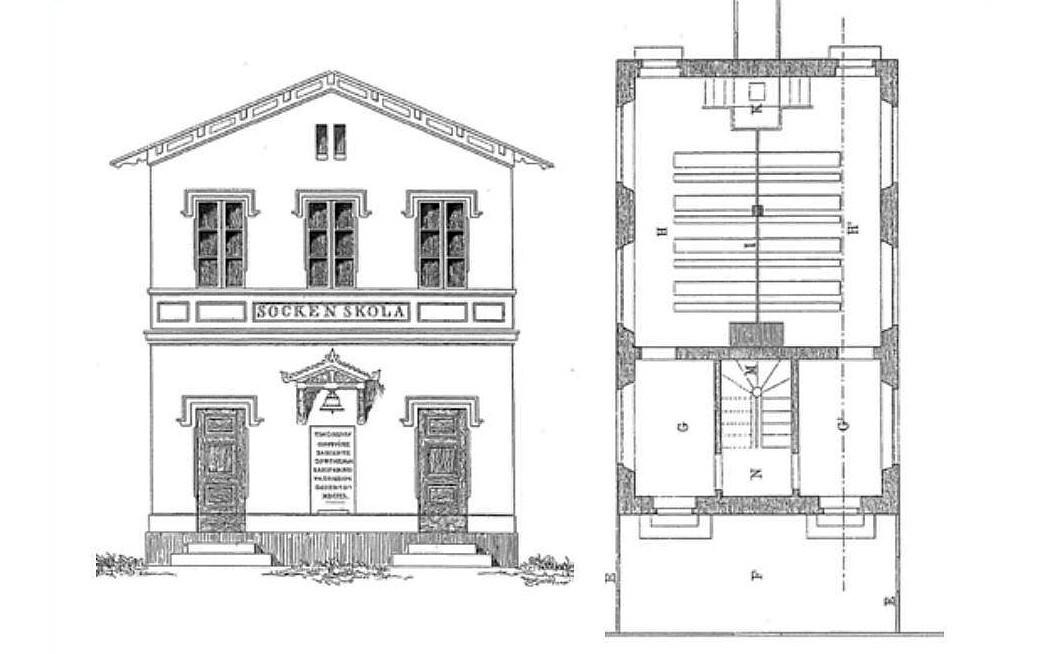
Projekt till sockenskola 1850.

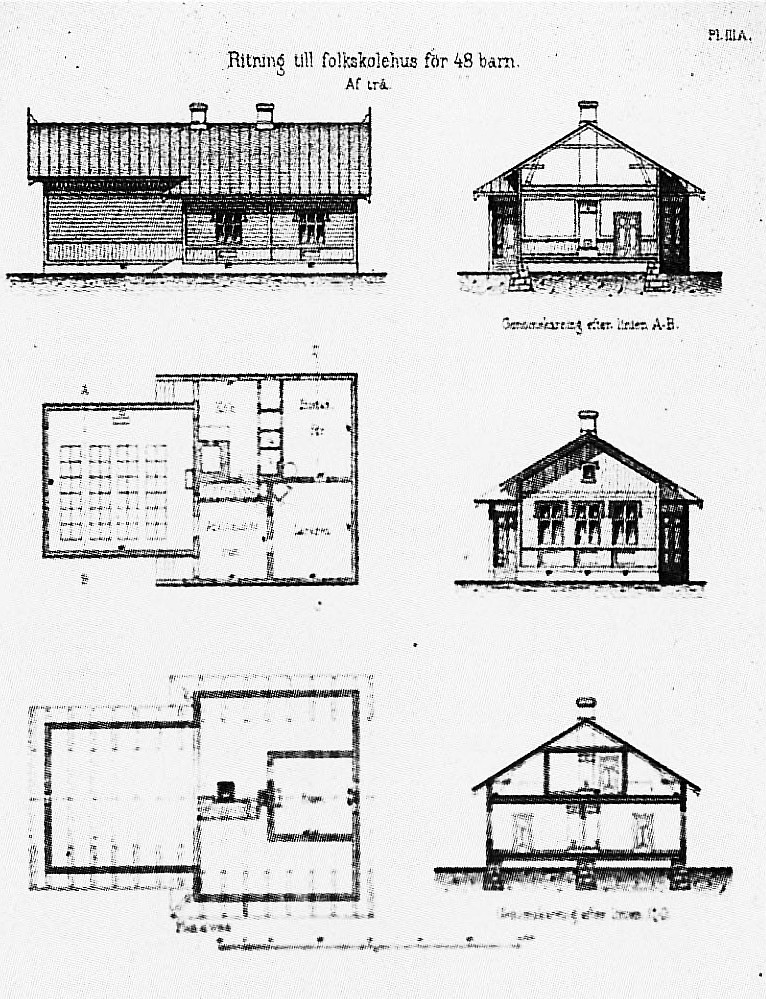
Folkskolehus för 68 barn enligt 1878 års normalritning.

Genom att folkskolestadgan beslutades skapades ett ökat intresse hos byggmästare att delta i skolutbyggnaden. Normalritningarna från 1865 var ett sätt att höja skolbyggnadernas kvalitet. Men redan innan 1865 utlyste Kungliga Akademien för de fria konsterna tävlingarna ”En folkskola” och ”Ett skolhus på landet” 1850 respektive 1854. Ritningar för folkskolehus publicerades också i Tidskrift för praktisk byggnadskonst och mekanik där man visade den franske arkitekten Paul-Eugène Lequeux (1846–1907) ritningar som förlaga (Projekt till sockenskola 1850).
Dessa ritningar visar en hög, avlång stenbyggnad i två våningar med en lärarbostad på övervåningen och en skolsal på nedervåningen. Utmärkande var att skolans pojkar och flickor skildes åt, bland annat genom separata entrédörrar och en skärm som delade skolsalen i två hälfter. Lärarens kateder var upphöjd och gav uppsikt över båda hälfter. Fasaden smyckades med den obligatoriska skolklockan som hängde mellan entrédörrarna. Om Lequeux förslag någonsin utfördes i Sverige är okänd. Den av Siljeström föreslagna stränga könssepareringen mellan pojkar och flickor fick endast marginellt inflytande på de svenska folkskolorna.
I Sverige byggde man gediget och huvudsakligen i trä. Fönsterfasaden vändes gärna mot söder och dagsljuset släpptes in från vänster så att eleverna inte skuggade sin egen skrift, man skulle skriva med högra handen. Den invändiga takhöjden på minst fyra meter garanterade tillräcklig luftmängd. Barnen kom ofta från enkla hem och skolan skulle ge dem en sund miljö. Skolhusen var inte särskilt stora, ofta bara ett eller två klassrum, men typritningen gav möjlighet till enkel tillbyggnad. Uppvärmningen skedde i kakelugn med vedeldning. Skolsalen skulle ha en medeltemperatur på omkring 16 grader.
På skolgården anordnades en länga med avträde och vedförråd. Någon matsal existerade inte, barnen fick äta sin matsäck i klassrummet. Gymnastiksal fanns inte heller, ibland uppsattes en ribbstol på ena väggen och gymnastiken utfördes då i klassrummet. Till standardinredningen hörde katedern vid ena kortsidan, väggskåp, en svart tavla och en kartställning. Intill skolhuset skulle det även anordnas en skolgård med plats för samling, barnens lekar och kroppsövningar samt en undervisningsträdgård med buskar, träd och planteringar.
Normalritningen för ett folkskolehus (”af trä”) för 64 barn kunde visa en envåningsbyggnad med ett klassrum och en lärarbostad. Via en veranda nådde man kapprummet (avklädningsrum). I avklädningsrummet skulle barnen förvara sina ytterkläder och sin medhavda mat. Vintertid skulle barnen även kunna leka där. På ena sidan om korridoren låg ett nästan kvadratiskt klassrum med katedern åt den ena fönsterlösa ytterväggen medan dagsljus släpptes in genom stora fönster från vänster och från baksidan. På motsatta sidan fanns lärarbostaden, i detta fall bestående av tre rum och kök. Manliga lärare hade i regel en större våning än sina kvinnliga kollegor. Intressant i sammanhanget är även att normalritningen endast omfattade skolor med en enda lärosal. Beroende på storlek kunde den rymma allt mellan 50 och 150 elever. År 1878 kom en ny upplaga normalritningar med en något förändrad planlösning. Nu fanns flera lärosalar och även en slöjdsal.
Planritningen för den andra Kyrkskolan i Huddinge bygger också på en standardiserad ritning som även användes för Segeltorps folkskola. Båda bestod ursprungligen av två skolsalar med lärarbostad på övervåningen. Huddinge kyrkskola byggdes senare till med en gymnastiksal och Segeltorps folkskola med både gymnastiksal och ytterligare två skolsalar. Med sitt brutna sadeltak och de svängda port- och fönsteröppningar till veranda och vindfång liknade Kyrkskolan och Segeltorpsskolan varandra även exteriört. Ursprungsarkitekten är okänd men för tillbyggnaden i Segeltorp stod arkitekt John Wilhelm Fornander.

### Bilder

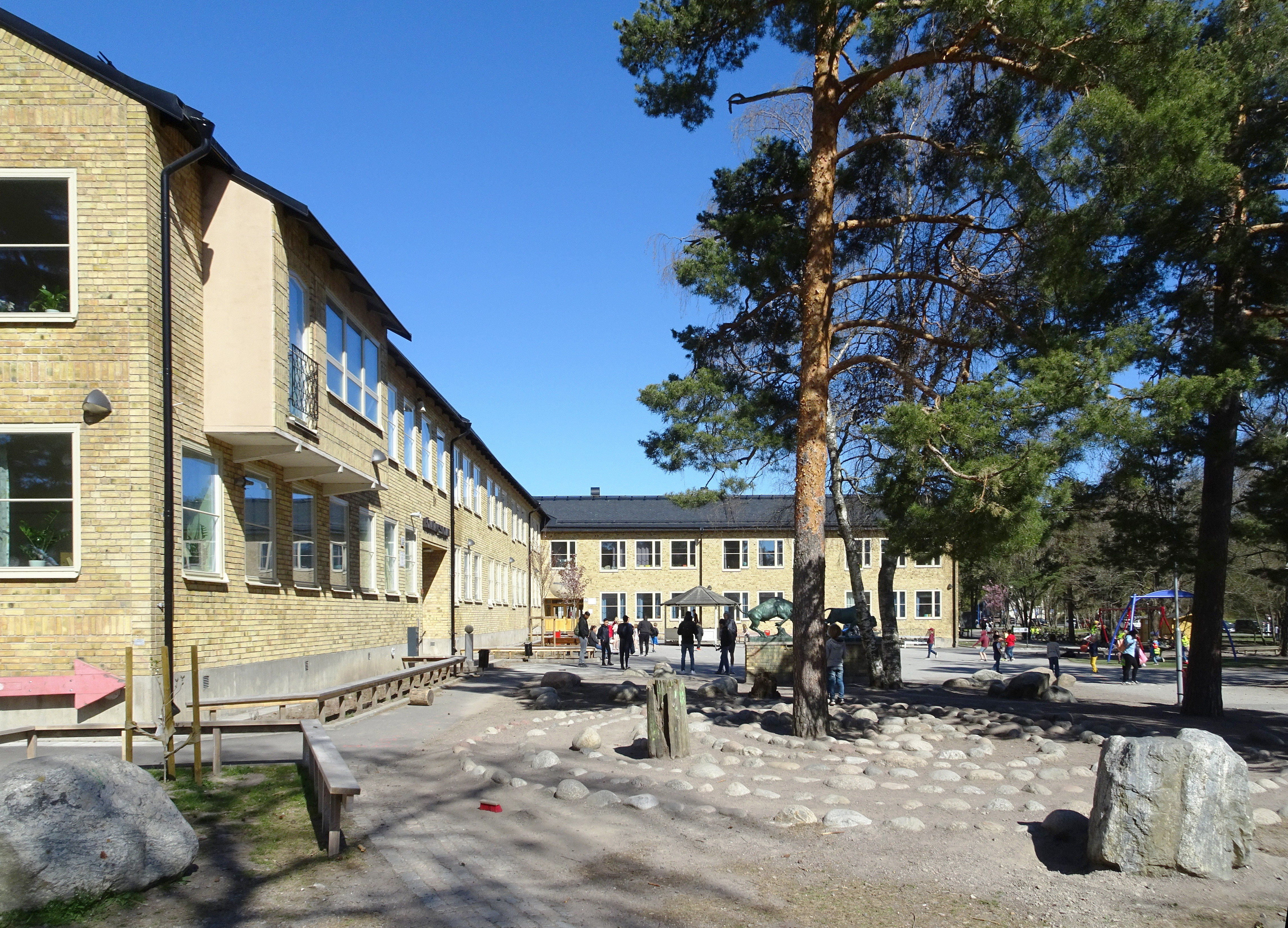
Hökarängsskolan (Ture Ryberg, 1949).
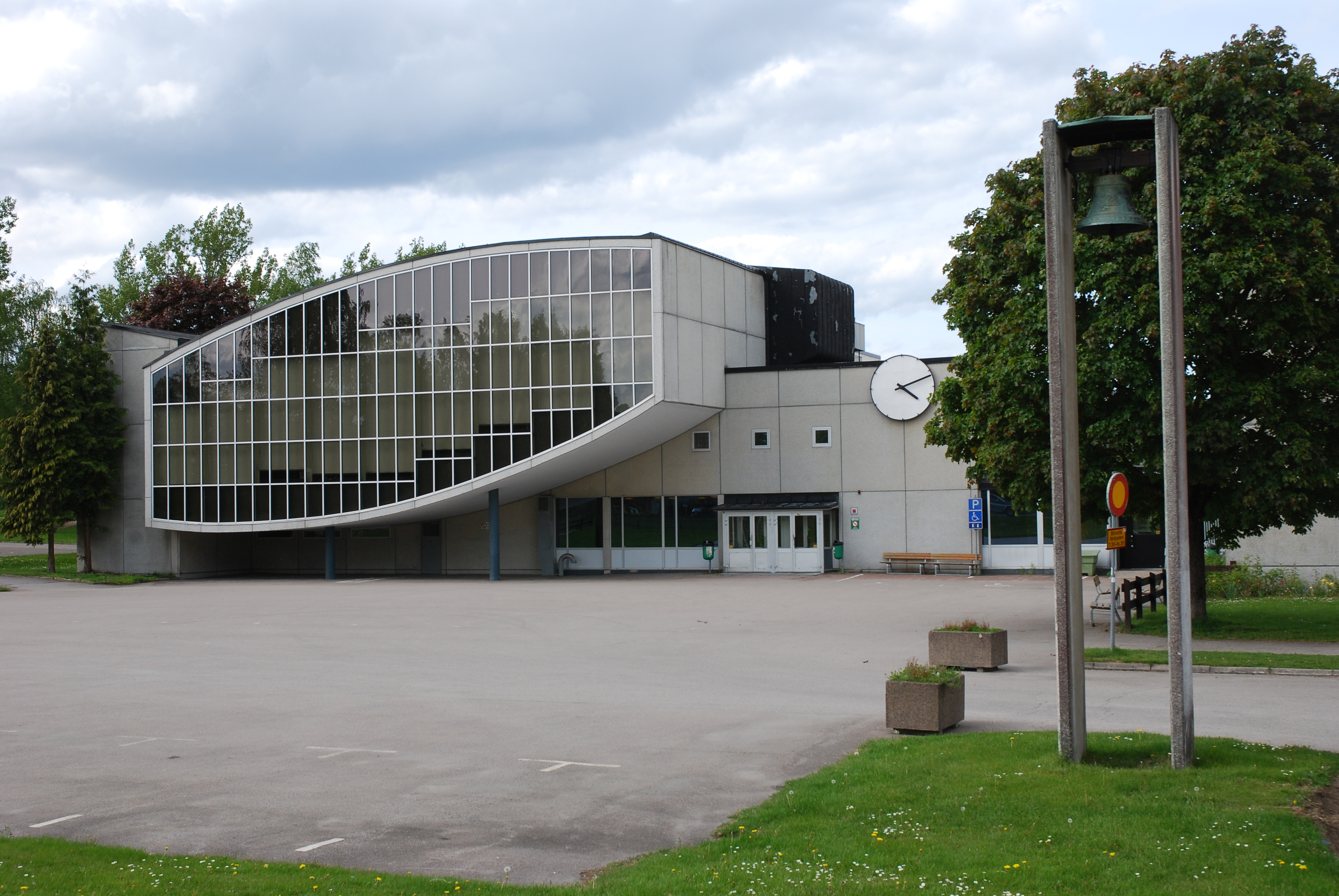
Katedralskolan i Växjö (Åke E. Lindqvist, 1958).
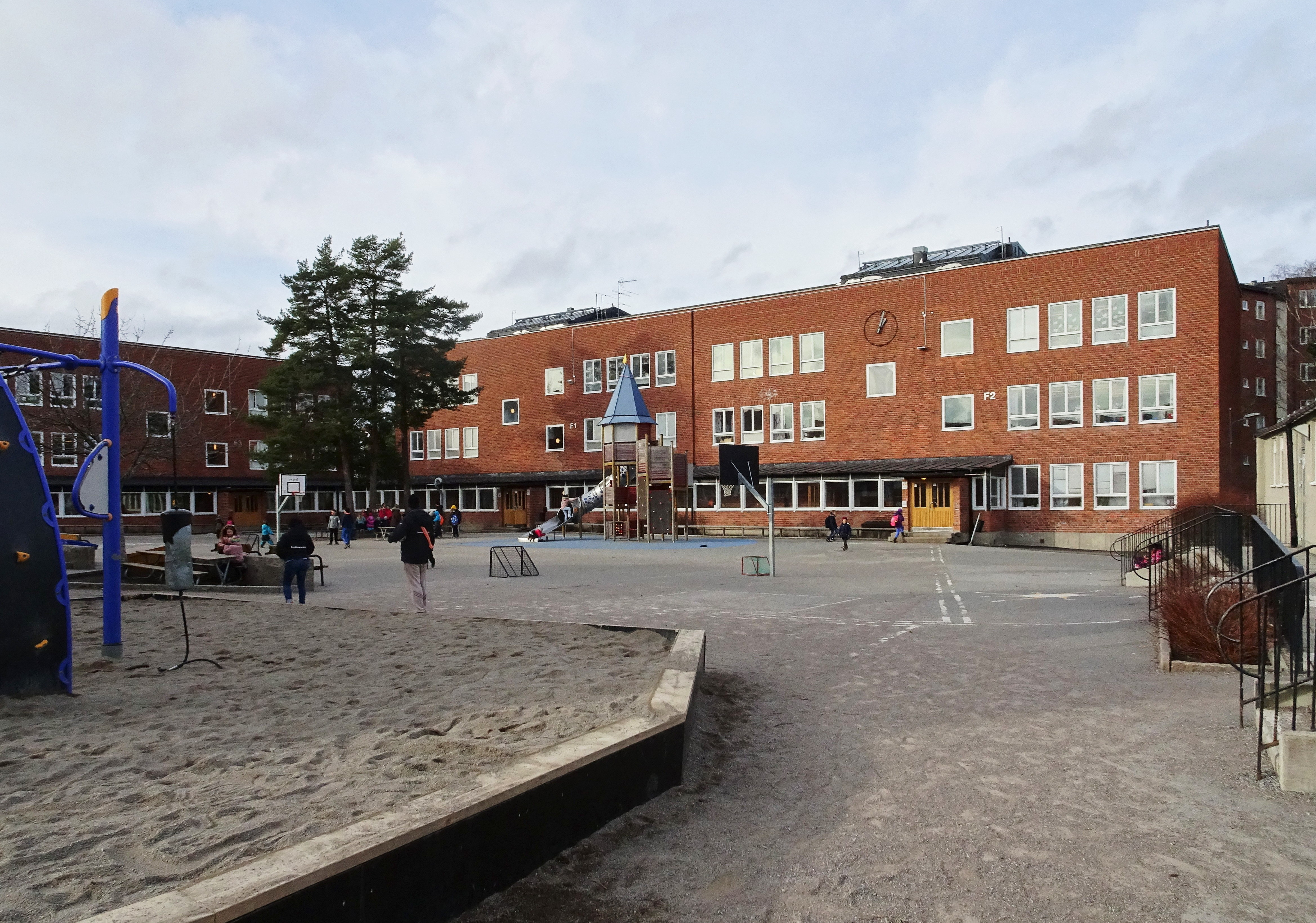
Bandhagens skola (Sture Frölén, 1953).
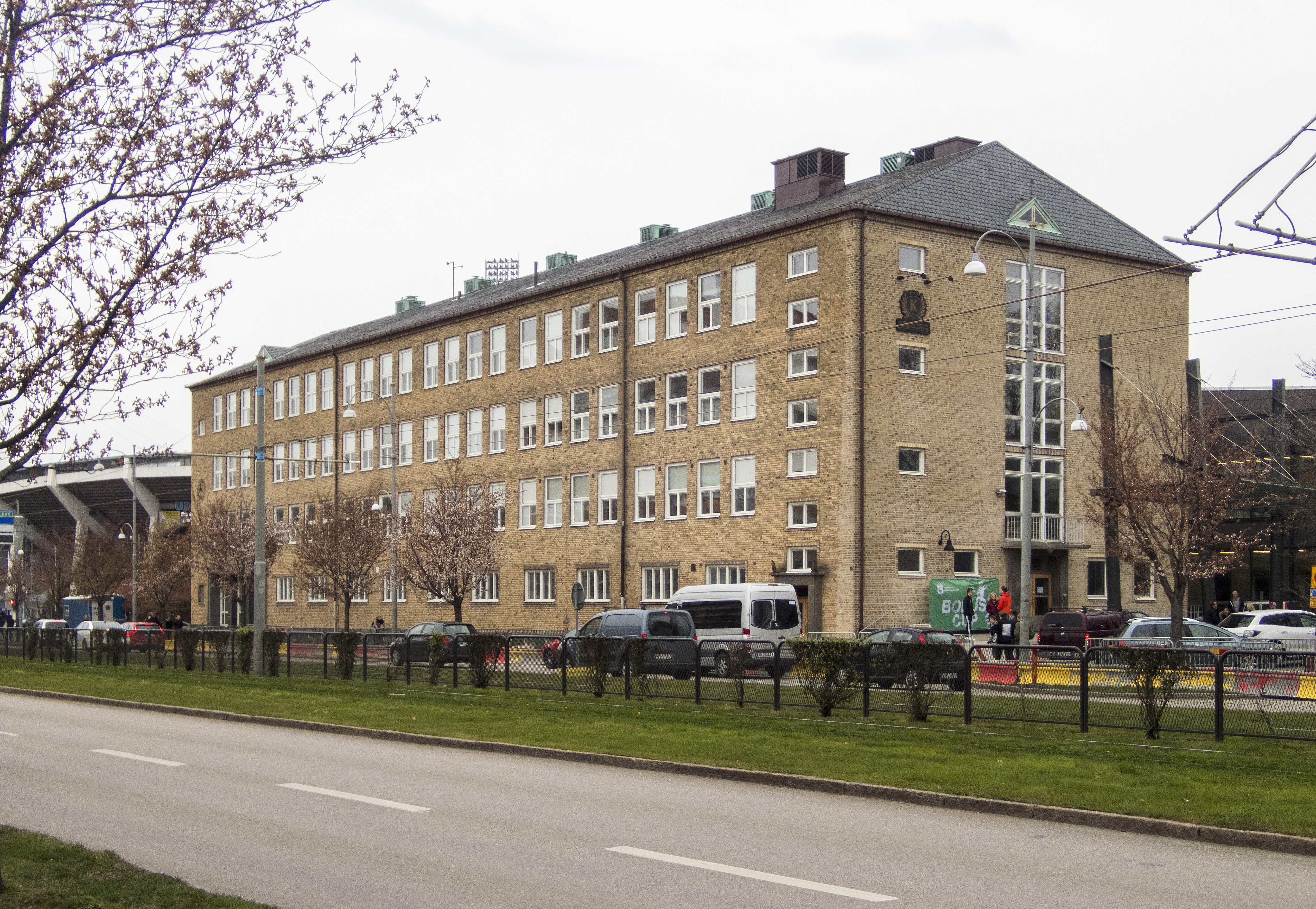
Katrinelundsgymnasiet (Axel Forssén, 1947).

Folkskolor på landsbygden (exempel)
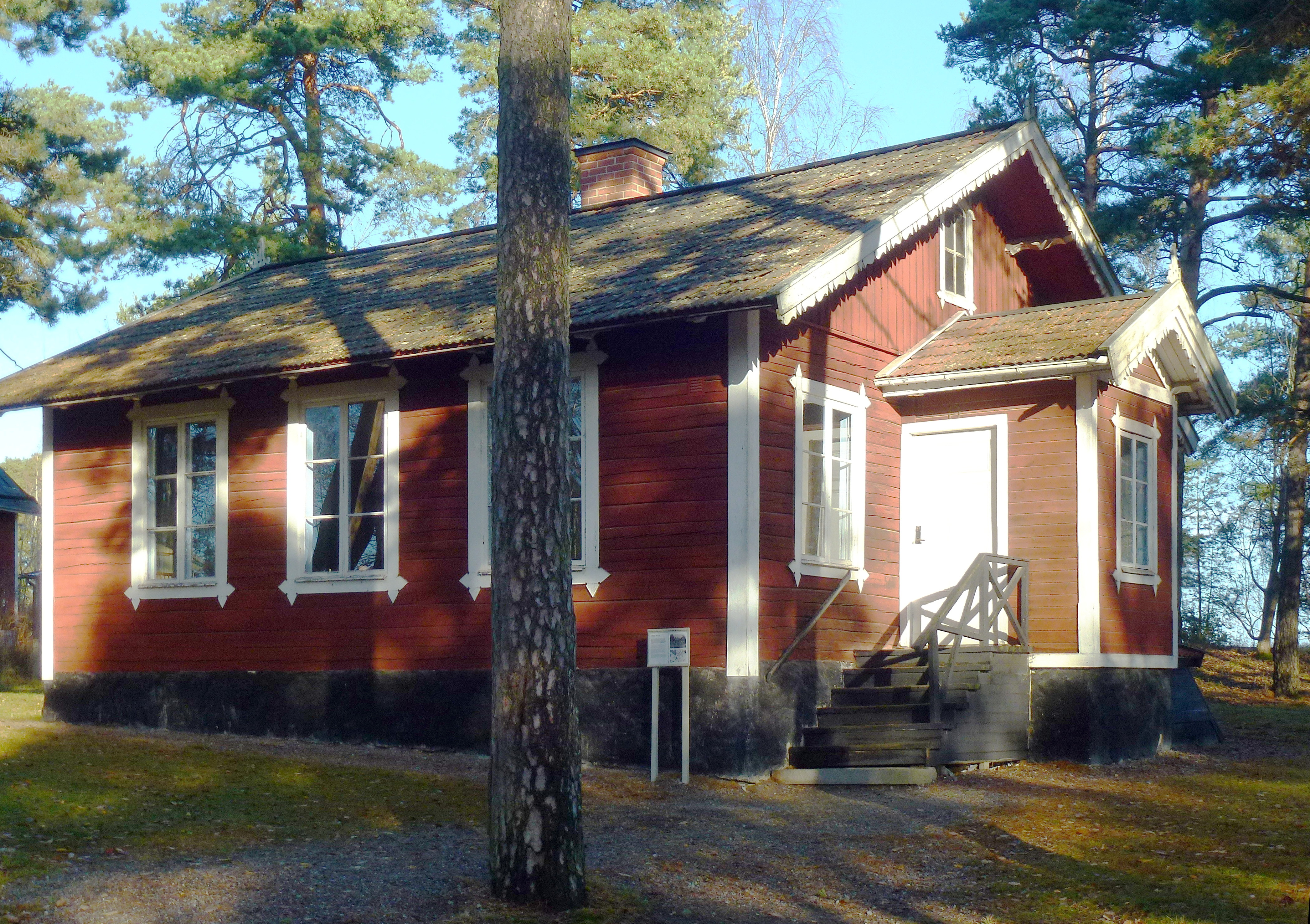
Lideby gamla skola (1862).
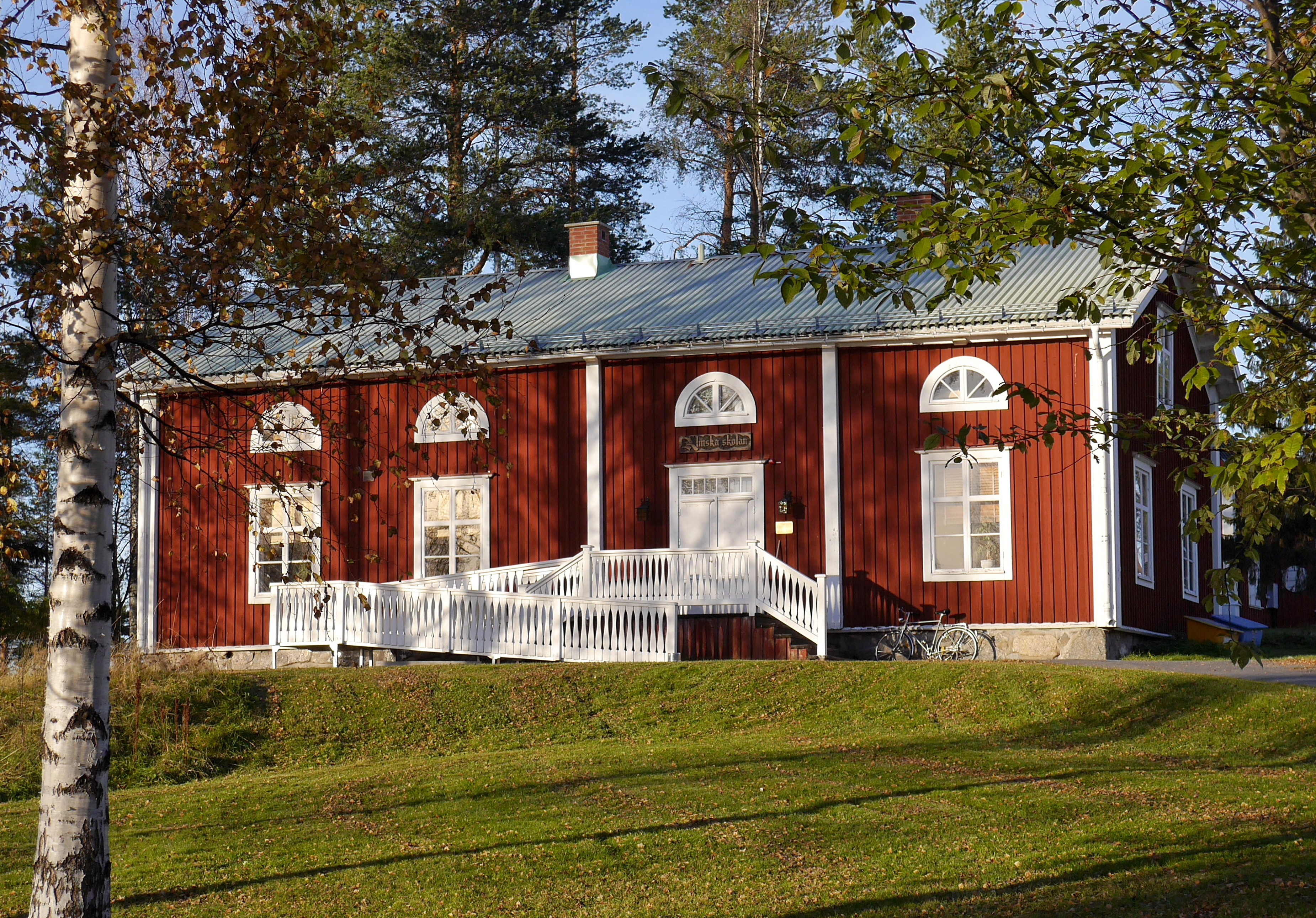
Almska skolan, Bodens första skola (1848).
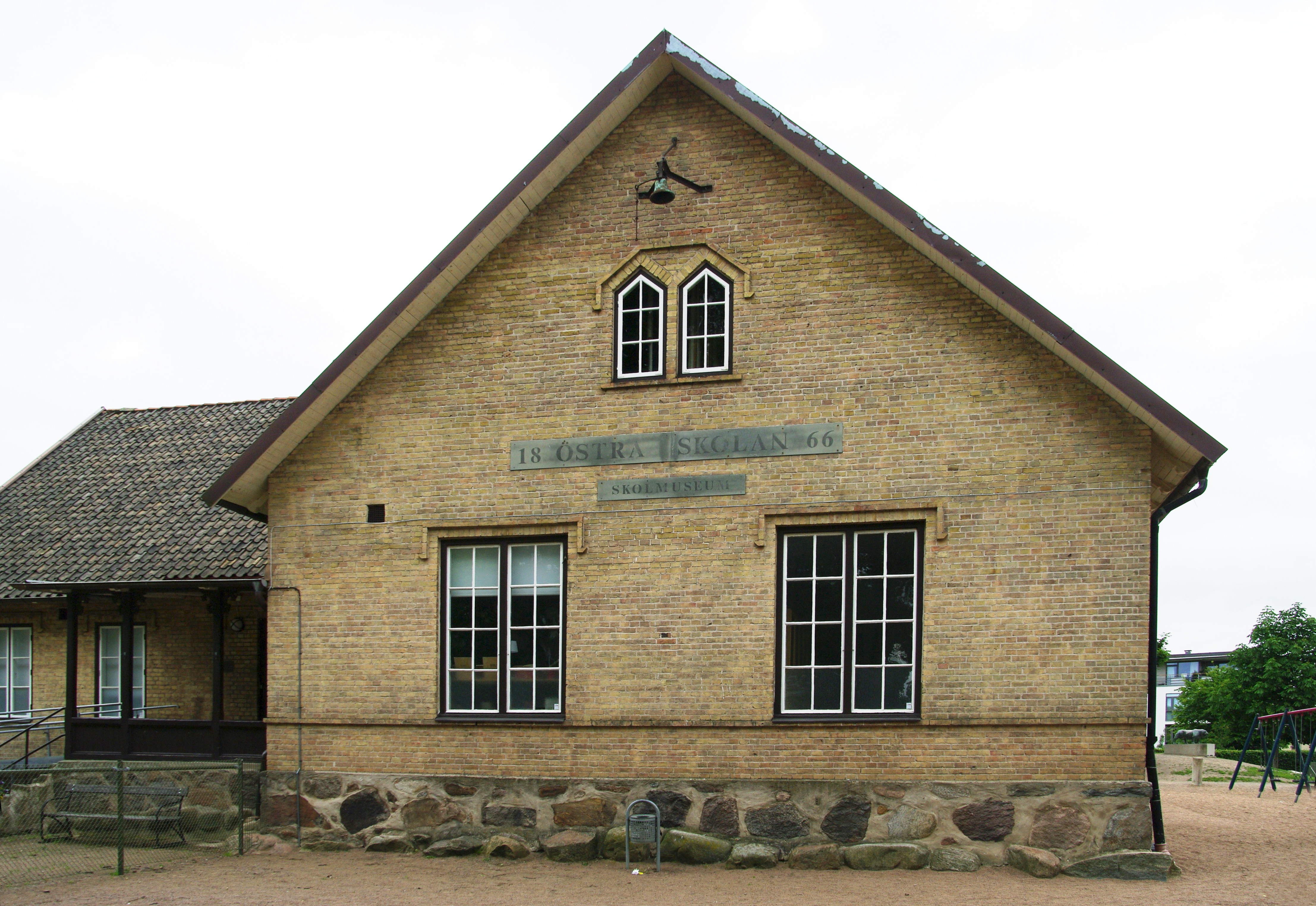
Helsingborgs första folkskolebyggnad (1866).
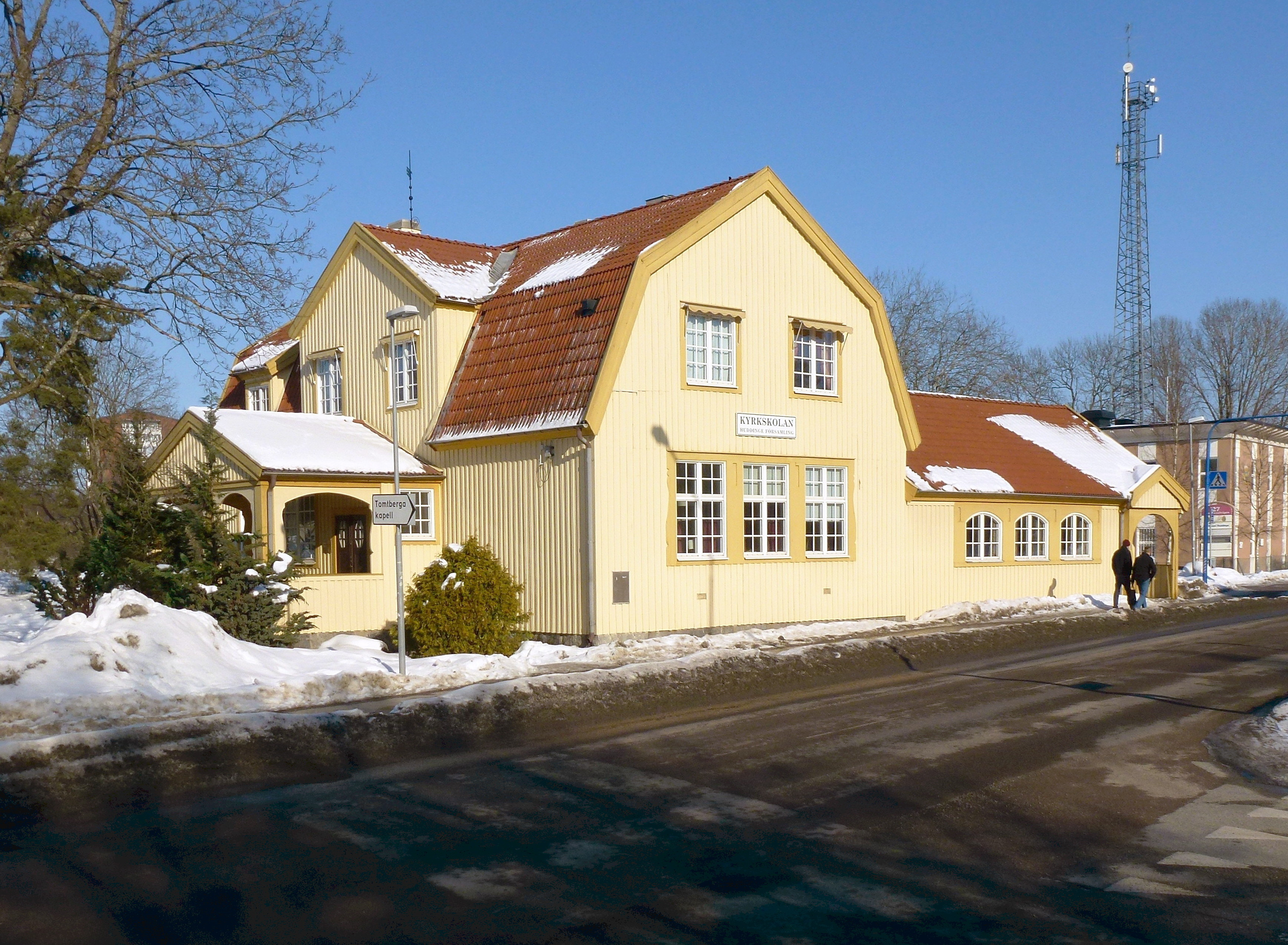
Huddinge kyrkskola (1914).

Interiörer (urval)
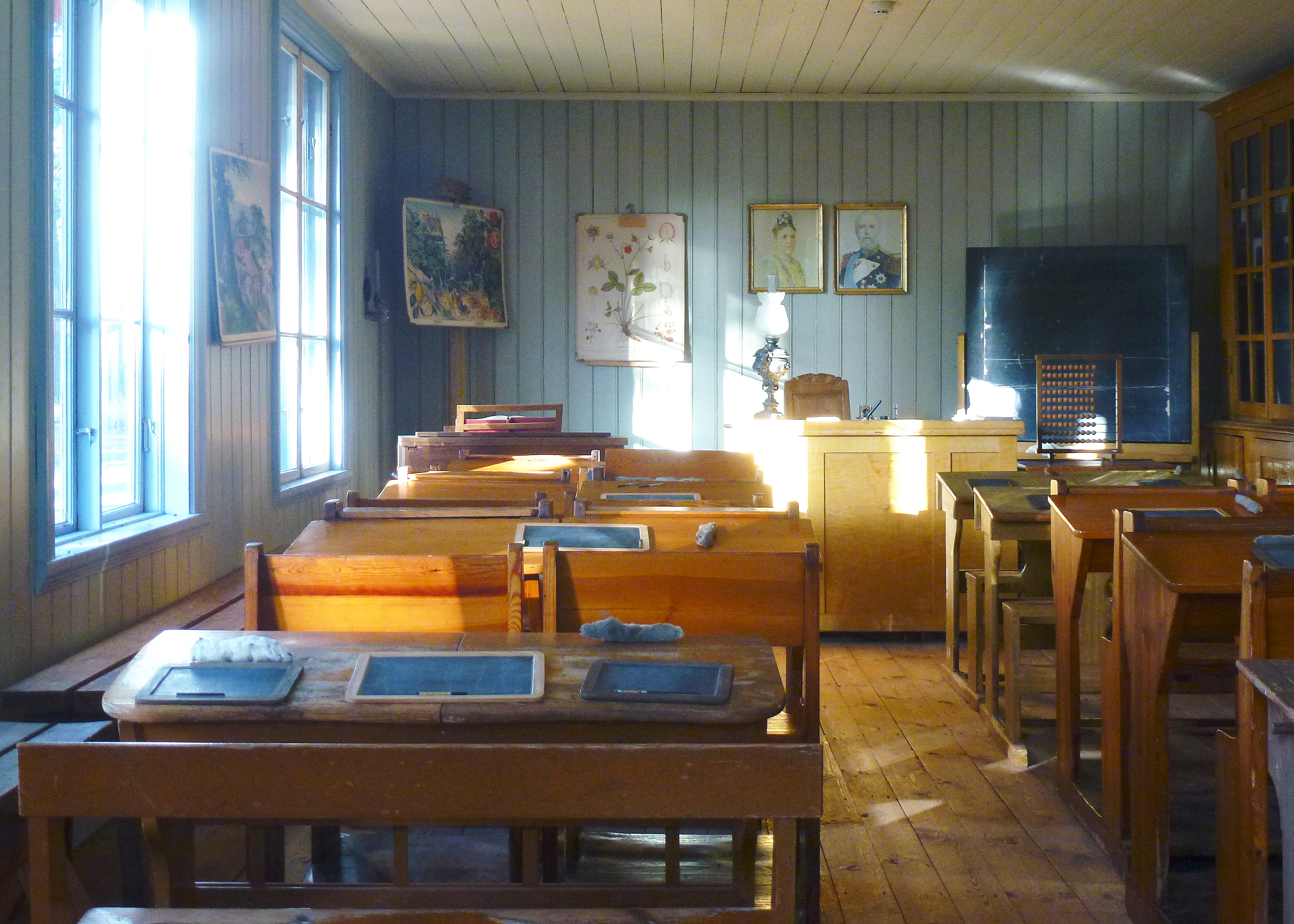
Klassrum i Lideby gamla skola.
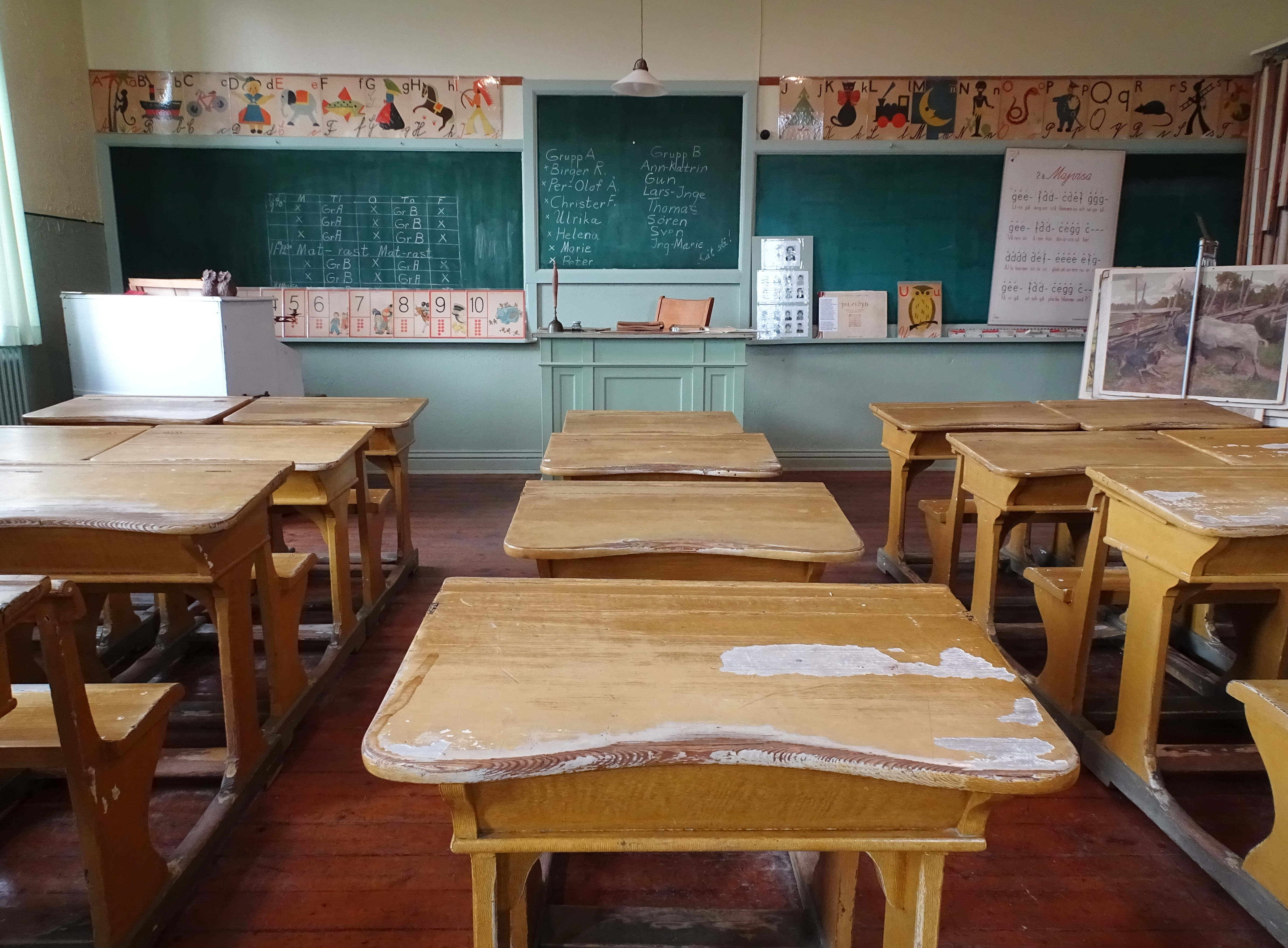
Klassrum i Ytterenhörna småskola.
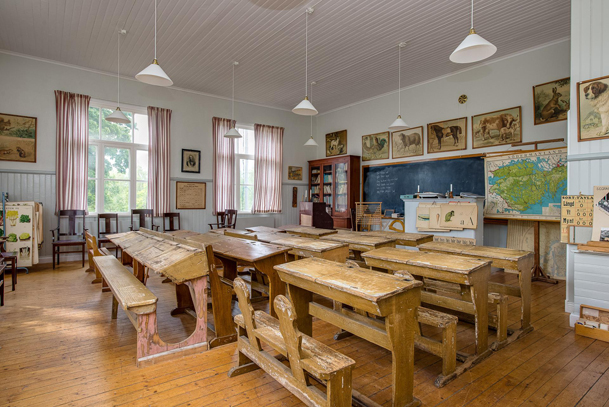
Klassrum i Smedsta skola.
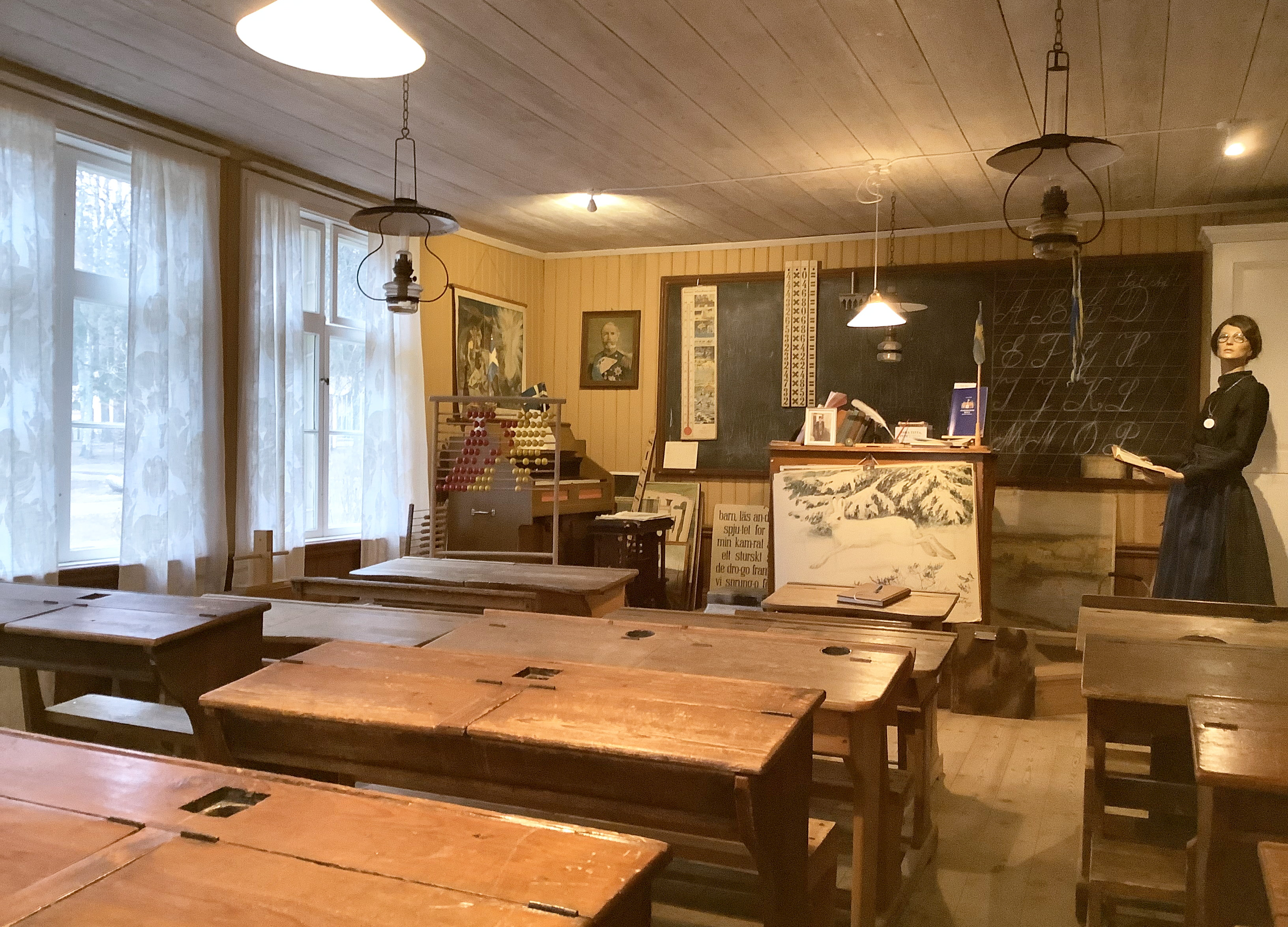
Klassrum i Svartbäckens skola.

## Städernas skolpalats
För den snabbt växande befolkningen i Sveriges större städer under 1800-talets slut räckte folkskolans små trä- eller stenhus inte längre till. Liksom städernas övriga offentliga byggnader som stationshus, kommunhus, teatrar och sjukhus skulle även skolans byggnader utföras stora och representativa. De blev till blickfång på städernas mest centraler platser eller, liksom kyrkobyggnaderna, en krönande avslutning och fond för en längre gata. De stora skolhusen byggdes också med tanke på anpassningsbarhet för att vid behov kunna fungera exempelvis som sjukhus. Sveriges och Europas största folkskola, Kungsholms folkskola i Stockholm, uppfördes i två etapper 1888 och 1898 efter ritningar av arkitektkontoret Isæus & Sandahl respektive Ernst Haegglund. Som bidrag till illustrering av Sveriges folkskoleväsen skickades ritningar och planscher till Världsutställningen 1900 i Paris.

### Skolpalatsens arkitektur

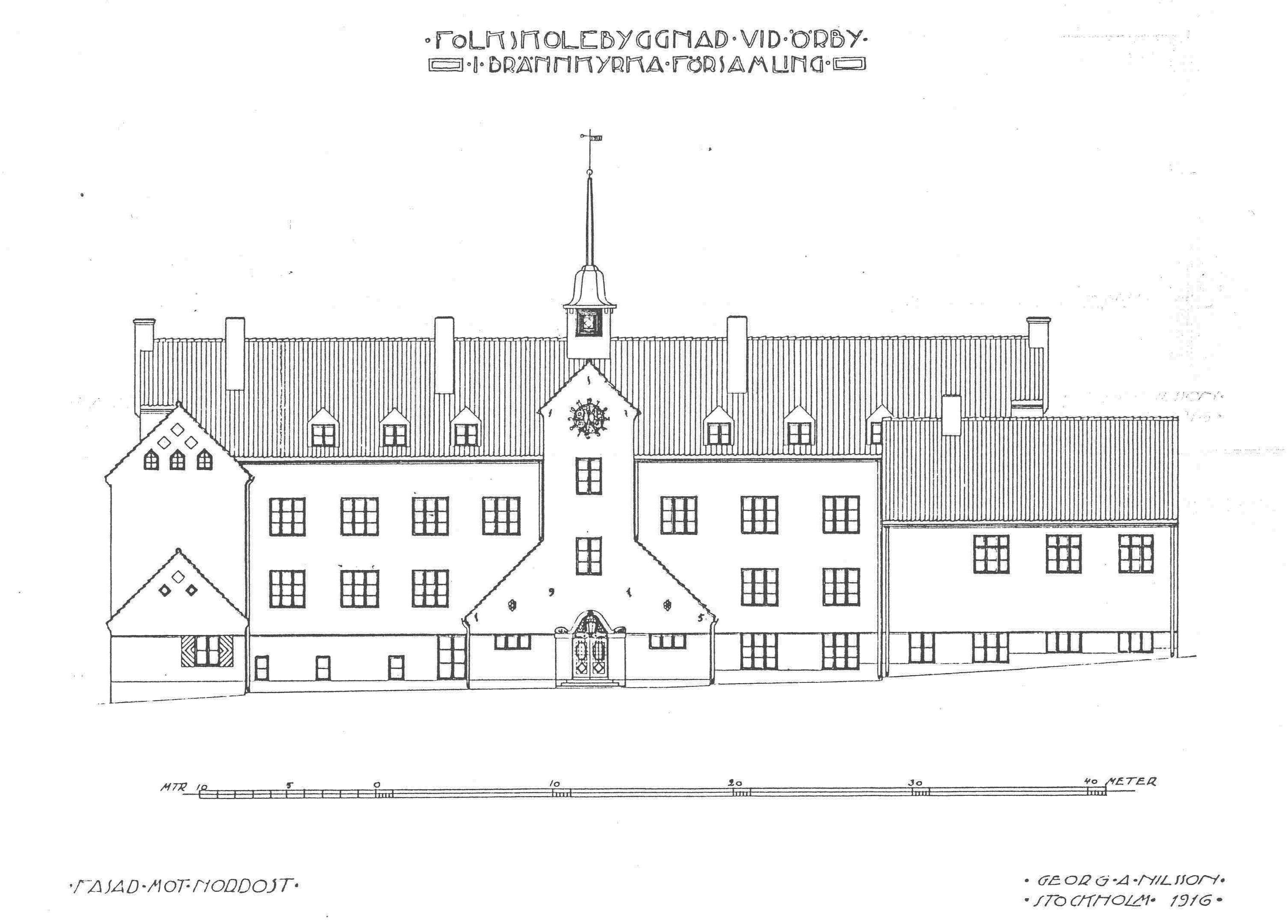
Örbyskolan, standardritning som gällde ytterligare två skolhus, arkitekt Georg A. Nilsson 1915.

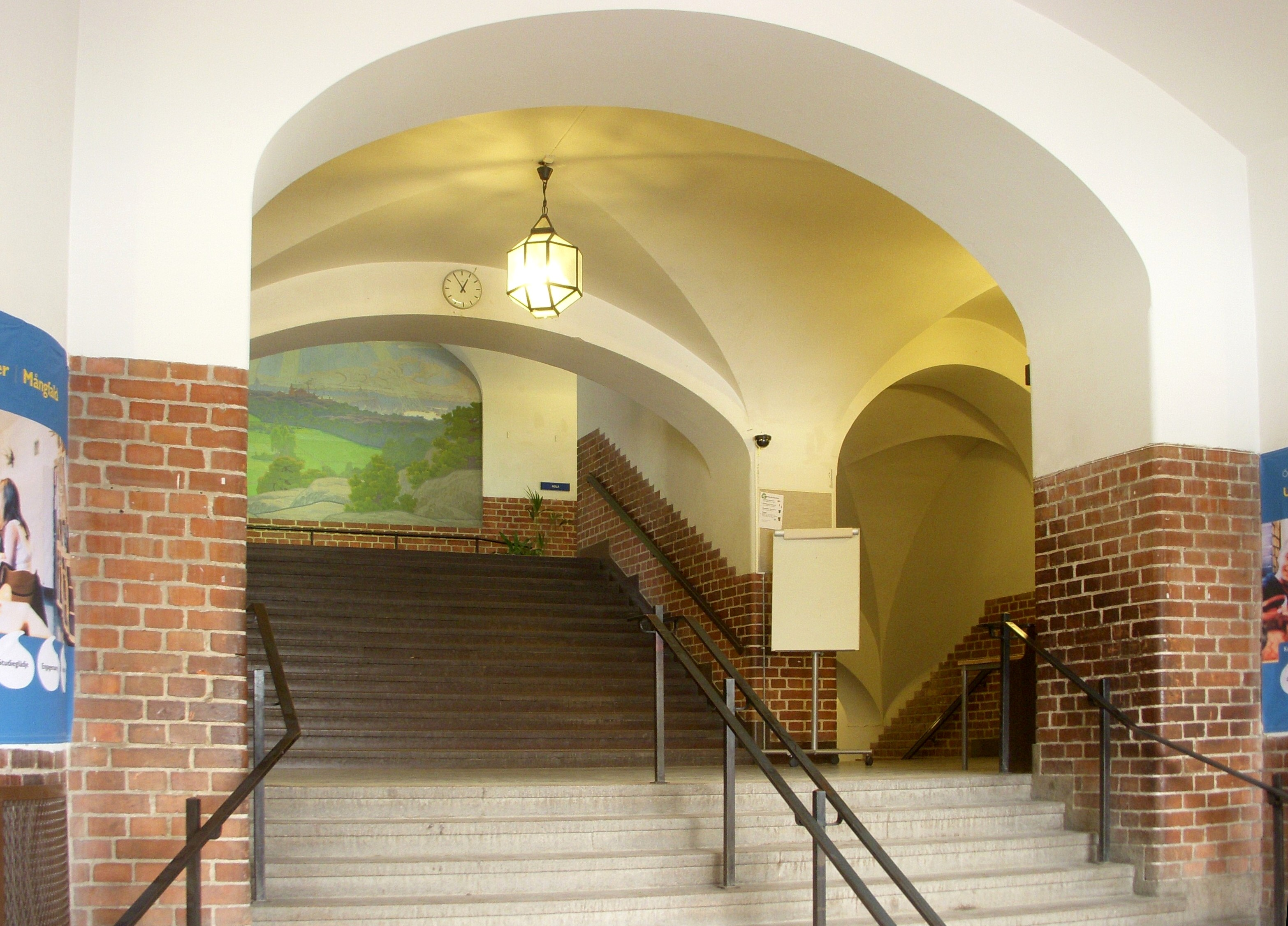
Östra Real, trapphus med väggmålning av Prins Eugen.

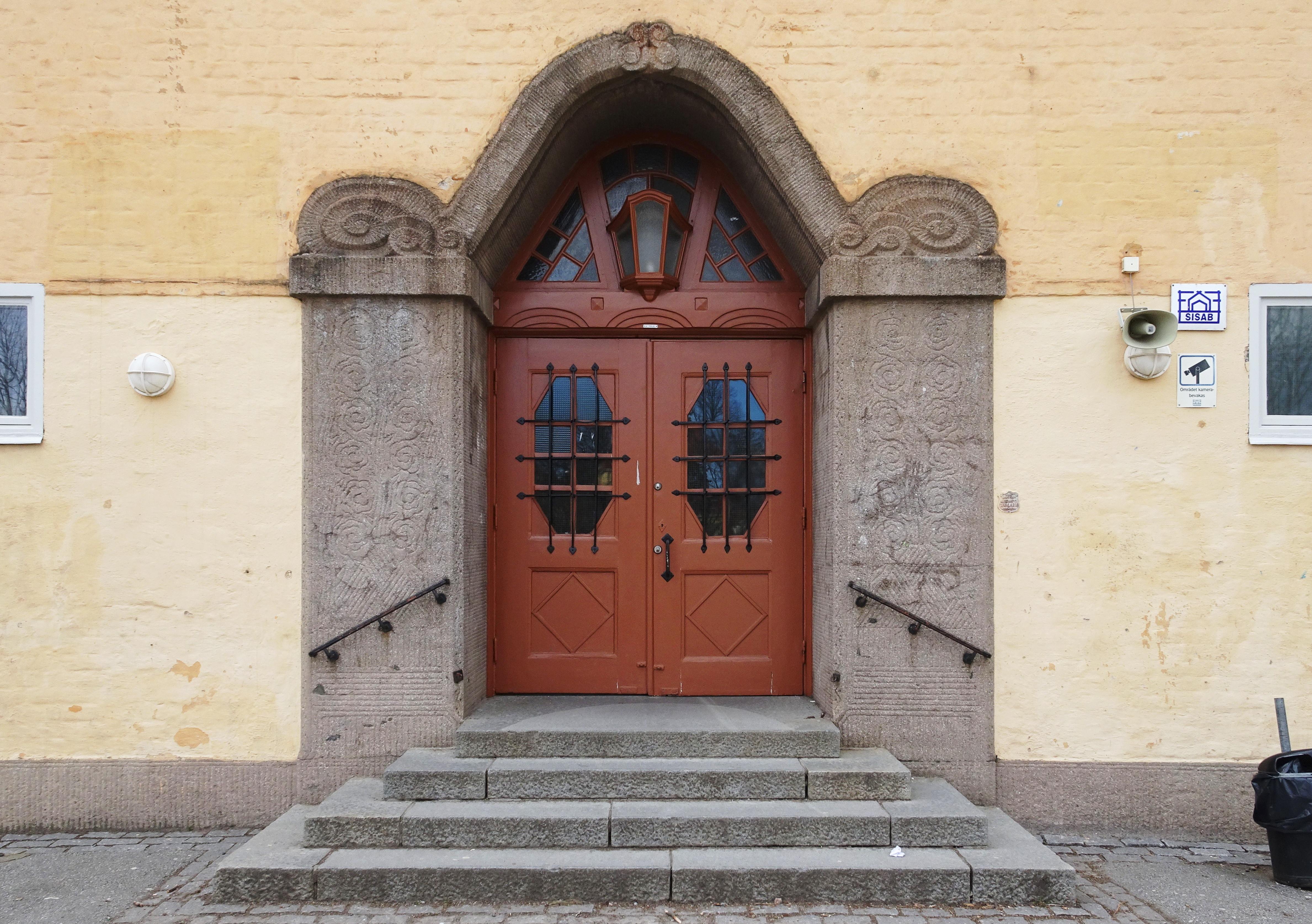
Enskede skolas portal.

Folkskolor, läroverk och gymnasier gestaltades som storslagna, påkostade byggnadsverk. Man byggde i sten, med mycket hög kvalitet och följde rådande stilelement som klassicism, jugend eller nationalromantik. Detaljer utfördes i gotikens, renässansens eller barockens arkitektur. Exteriören gestaltades i puts eller rött tegel. Fasaderna uppbyggdes symmetriskt med en stor huvudentré i centrum, gärna accentuerad av en frontespis, fronton eller båda. 
För effektiv invändig kommunikation ritades skolorna antingen med långa, breda korridorer på varsin sida om ett centralt trapphus eller med klassrum grupperade runt flera trapphus. Klassrummen hade en bestämd riktning i både vertikal- och horisontalled, med en upphöjd plats för katedern. Skolplanscher utgjorde väggarnas dekoration. En nyhet var en av skolan ordnad matbespisning. I anslutning till skolhuset eller i själva byggnaden fanns nu gymnastiksal och i källarvåningen en badinrättning med badkar och duschar där barnen fick tvätta sig regelbundet. Att ha ett eget badrum att tillgå hemma hörde till undantaget.
För att kunna erbjuda en kvalificerad undervisning och utbildning inrättades specialsalar (så kallade ämnesrum) för kemi, biologi och fysik. Aulan, ibland kallad bönsal, blev skolans paradrum. Här samlades lärare och elever för morgonbön, i samband med högtidliga sammankomster eller för större skrivningar. Arkitektoniskt hade salen kyrkorummet som förebild, exempelvis genom en halvrund absid i ena änden. Absiden kunde fungera som aulans scen där eleverna uppträdde med teater och musik. Inredningen var påkostad och till utrustningen hörde ofta en orgel. Aulan placerades i äldre läroverk ofta mitt i huset och i direkt anslutning till huvudtrappan. Skolinteriören smyckades av kända konstnärer som Nils Kreuger, Bruno Liljefors, Prins Eugén och Carl Larsson.
Uppdraget att rita de så kallade ”skolpalatsen” gick till framstående, kända arkitekter. En av de främsta var Georg A. Nilsson som ritade ett 20-tal skolor runtom i Sverige. För att spara tid och pengar användes ibland samma ritningar för två olika skolor, som när Södra Latin och Norra Real åren 1888–1891 uppfördes i Stockholm efter ritningar av arkitekt Per Emanuel Werming. Örbyskolan, Långbrodalsskolan och Enskede skola byggdes 1914–1915 efter standardritningar upprättade av Georg A. Nilsson. 
Andra exempel för tidens skolpalats är Katarina södra skola i Stockholm (arkitekt Wilhelm Bergström), Engelbrektsskolan i Stockholm (arkitekt Ernst Haegglund och Konrad Elméus), Norra latin i Stockholm (arkitekt Helgo Zetterwall), Katedralskolan i Lund (arkitekt Alfred Hellerström), Ånässkolan i Göteborg (arkitekt Yngve Rasmussen), Nya Elementarläroverket för flickor (arkitekt Adrian C. Petersson) och Malmö latinskola (arkitekt Axel Kumlien) och Hjalmar Kumlien).

### Bilder

Städernas skolplats (exempel)
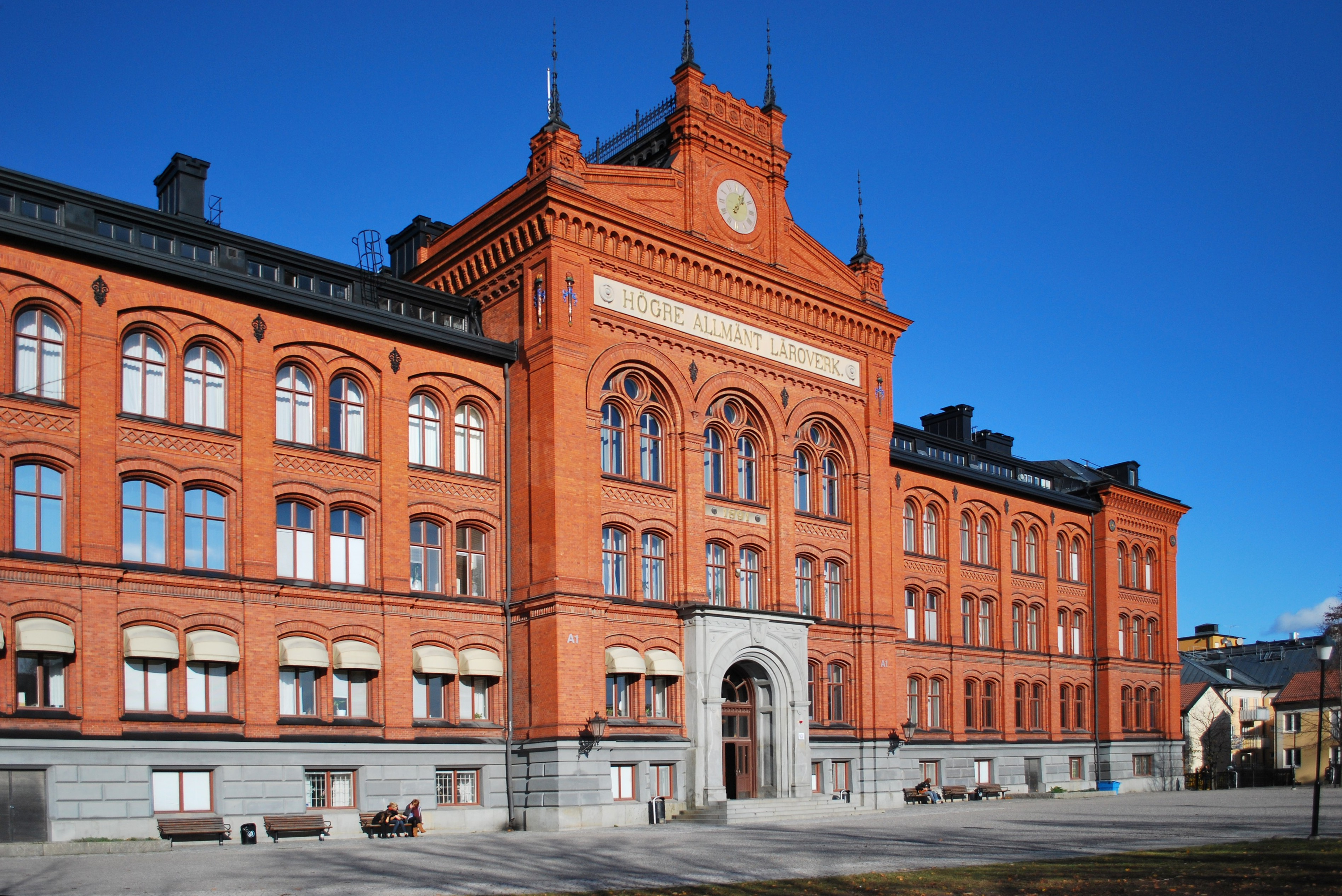
Södra latin (Per Emanuel Werming, 1891).
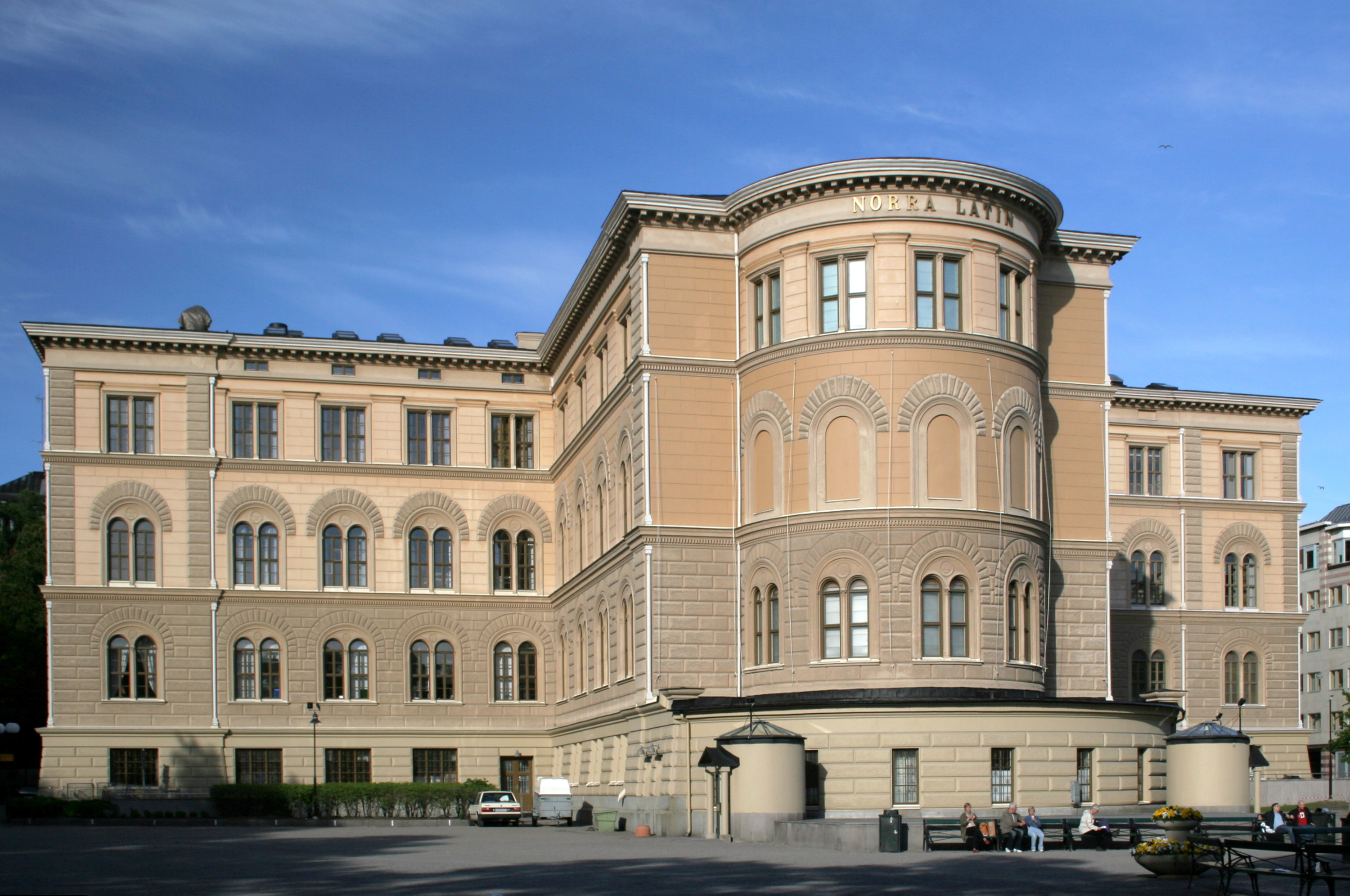
Norra latin (Helgo Zetterwall, 1880).
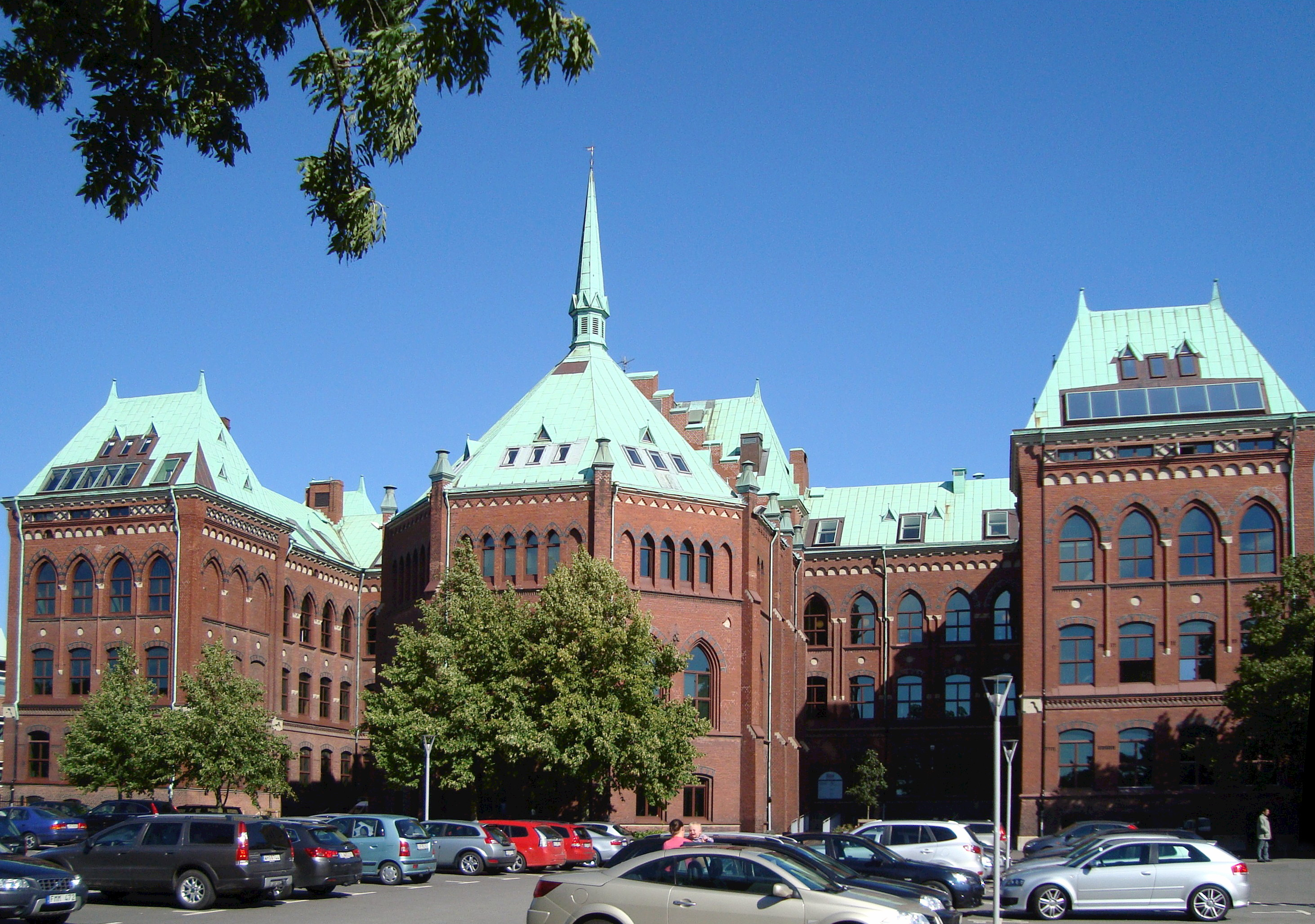
Gossläroverket i Helsingborg (Alfred Hellerström, 1898)
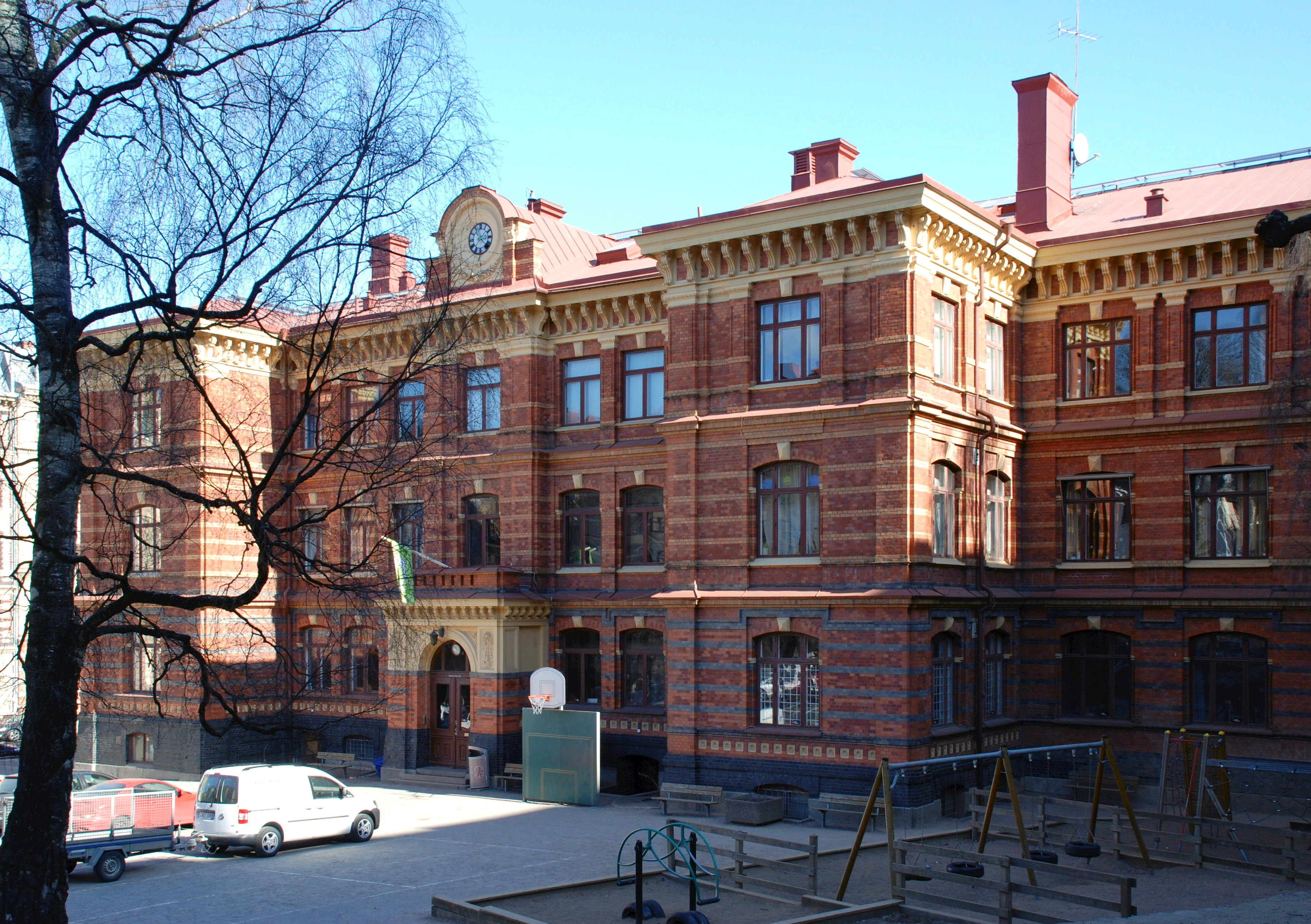
Nya Elementarläroverket för flickor (Adrian C. Petersson, 1889)

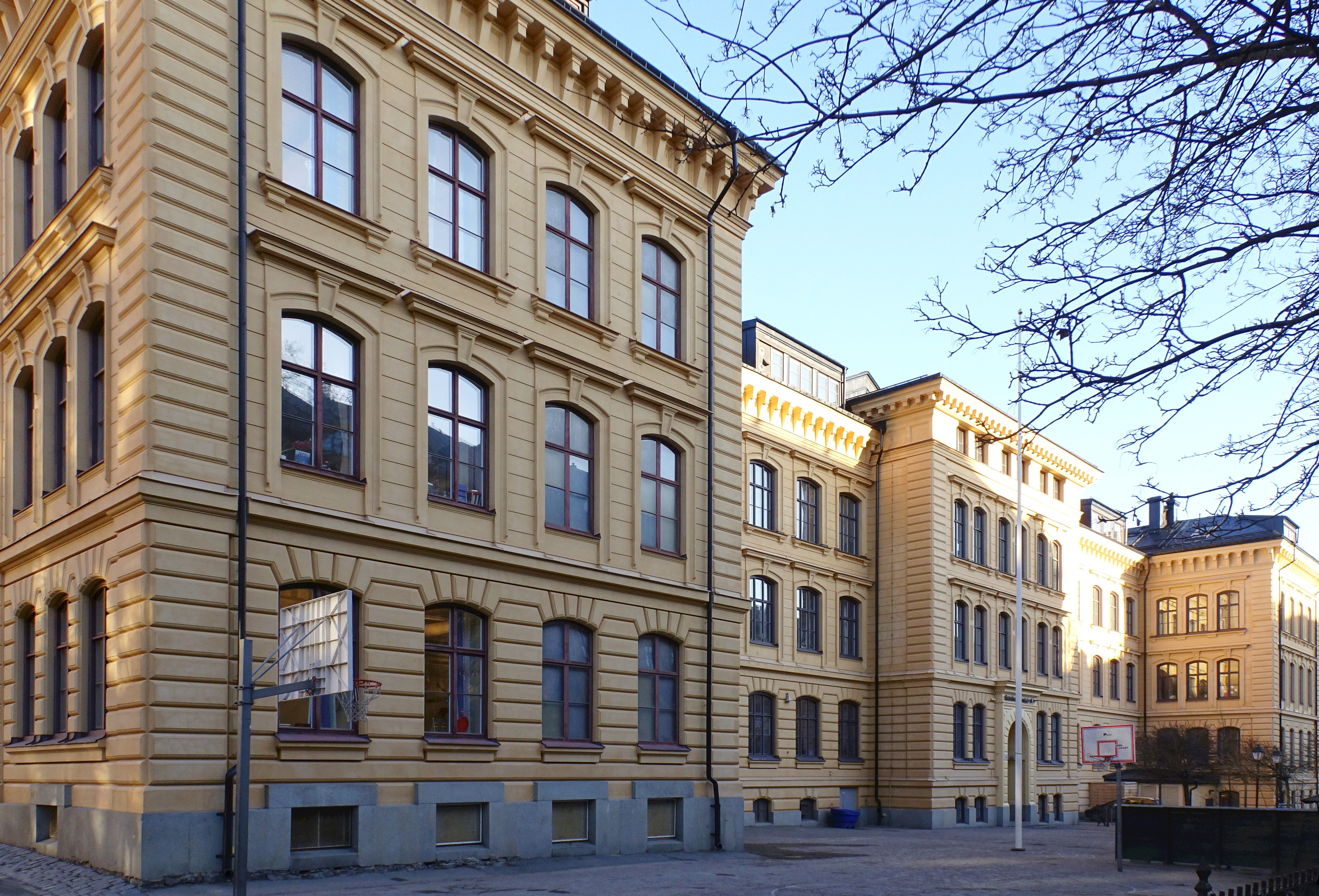
Katarina södra skola (Wilhelm Bergström, 1888).
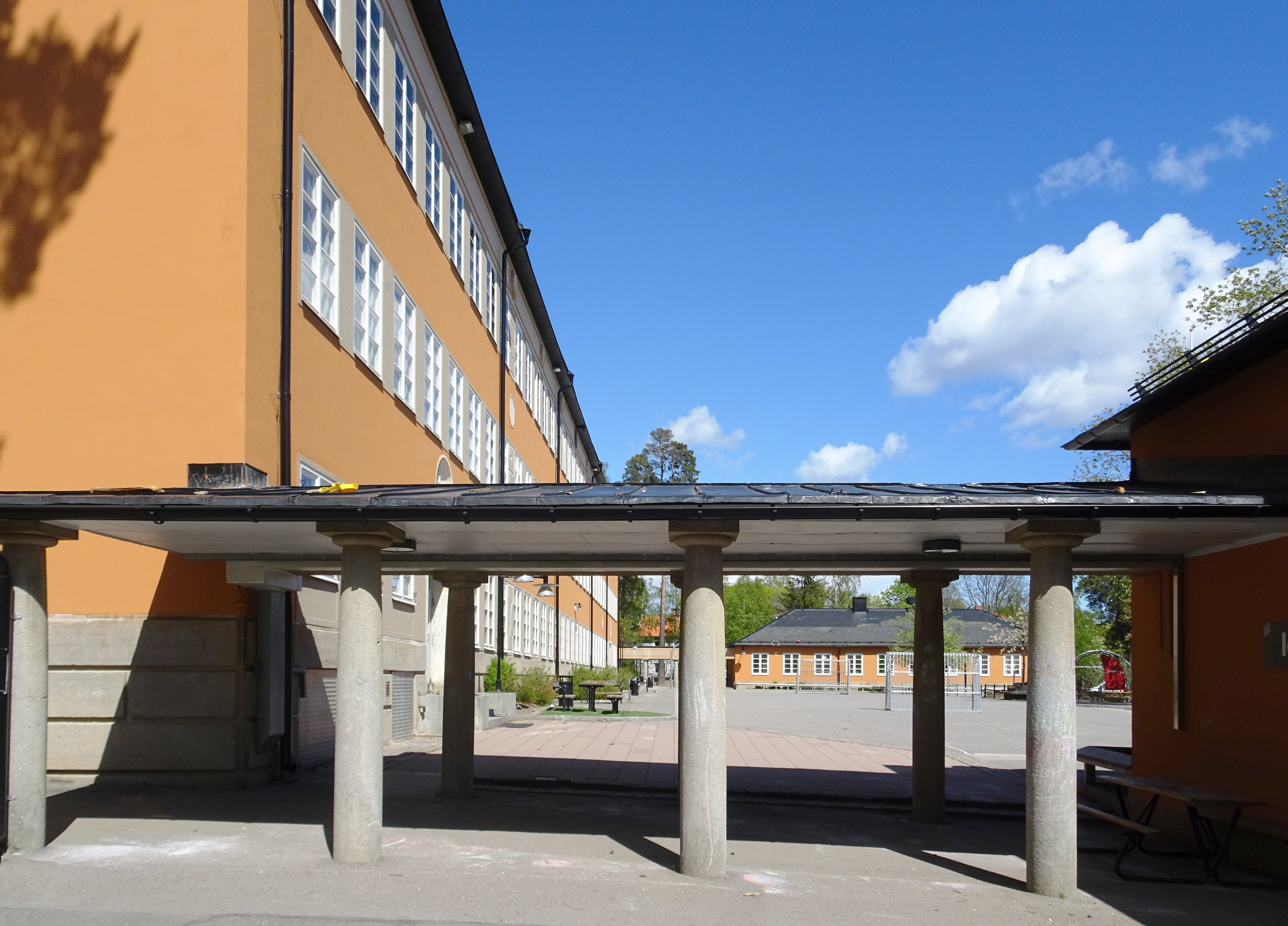
Skarpnäcks gamla skola (Georg A. Nilsson, 1928).
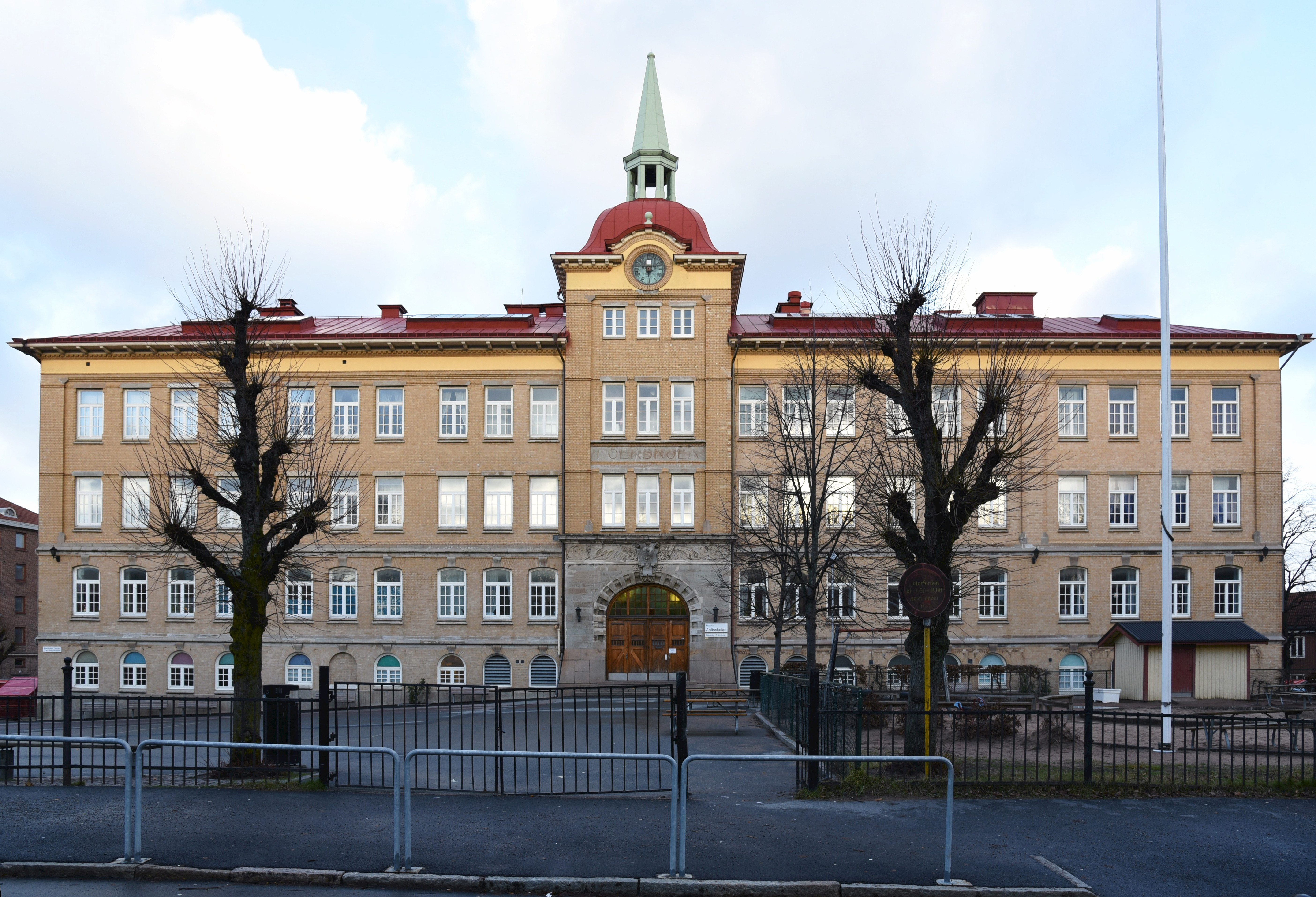
Ånässkolan (Yngve Rasmussen, 1903 och tillbyggd 1929).
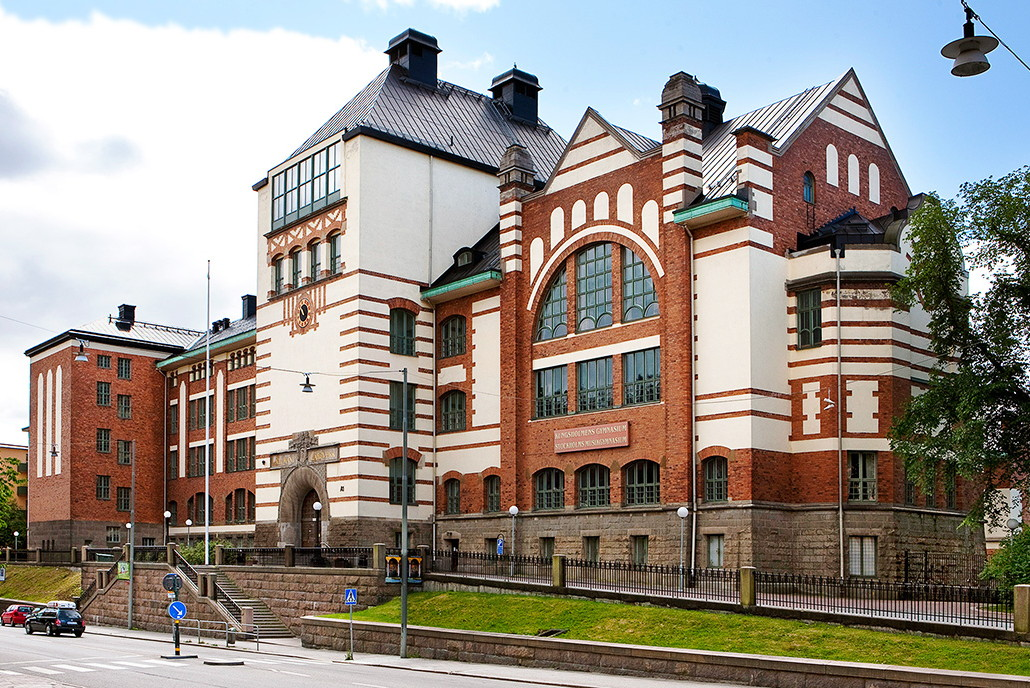
Kungsholmens högre allmänna läroverk (Georg Ringström och Axel Anderberg, 1907).

## Folkhemmets skola
I och med Socialdemokraternas maktövertagande 1932 formulerades nya idéer om att genom skola och utbildning möjliggöra för barn och ungdomar från samhällets lägre skikt att ta sig upp till höga positioner. En valslogan löd: ”Fattig men begåvad. Ge honom lika chans”. Varken föräldrarnas ekonomi eller samhällsställning skulle vara avgörande utan elevens begåvning. Det ansågs viktigt att skolans verksamhet skulle minska klassklyftorna. Samtidigt skulle funktionella bostäder byggas. Fri sjukvård, barnbidrag och gratis skolmåltider infördes för att stödja barnfamiljer. De nya skolhusen uppfördes i anslutning till nya bostadsområden och blev en del av centrumbebyggelsen som gestaltades efter grannskapstanken. Hur skolorna skulle utformas reglerades noggrann av Skolöverstyrelsen (SÖ) och staten stod för kostnaderna. I regeringens proposition 1950:70 sades bland annat: 
| ” | För den estetiska skolningen är redan den yttre omgivningen av betydelse: skolbyggnadernas stil bör ansluta till den omgivande naturen och bebyggelsen, gärna också landskapets bästa byggnadstraditioner, en välvårdad skolplan med träd och blommor, i vars skötsel eleverna deltager, vackra lokaler, helst prydda med god konst – allt har en estetiskt fostrande roll. | „ |

### Folkhemmets skolhusarkitektur

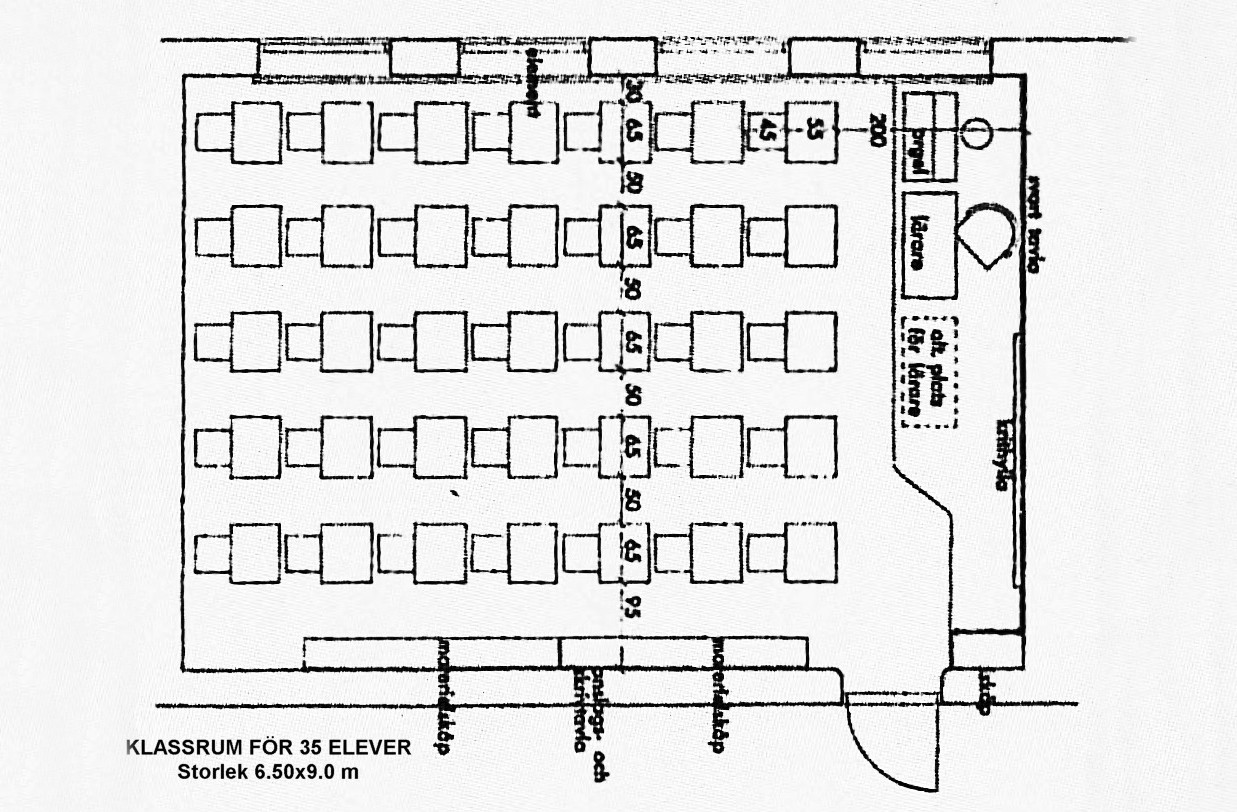
Klassrum för 35 elever, typritning enligt "Anvisningarna i Folkskolebyggnader", 1944.

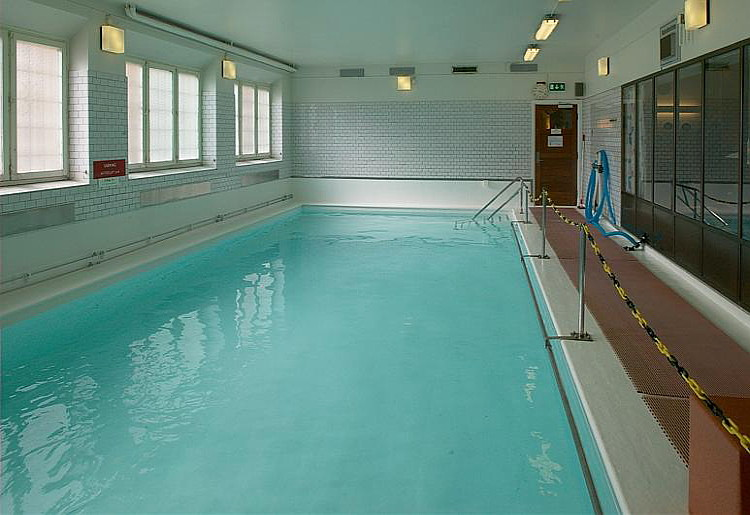
Simbassäng i Enskedefältets skola.

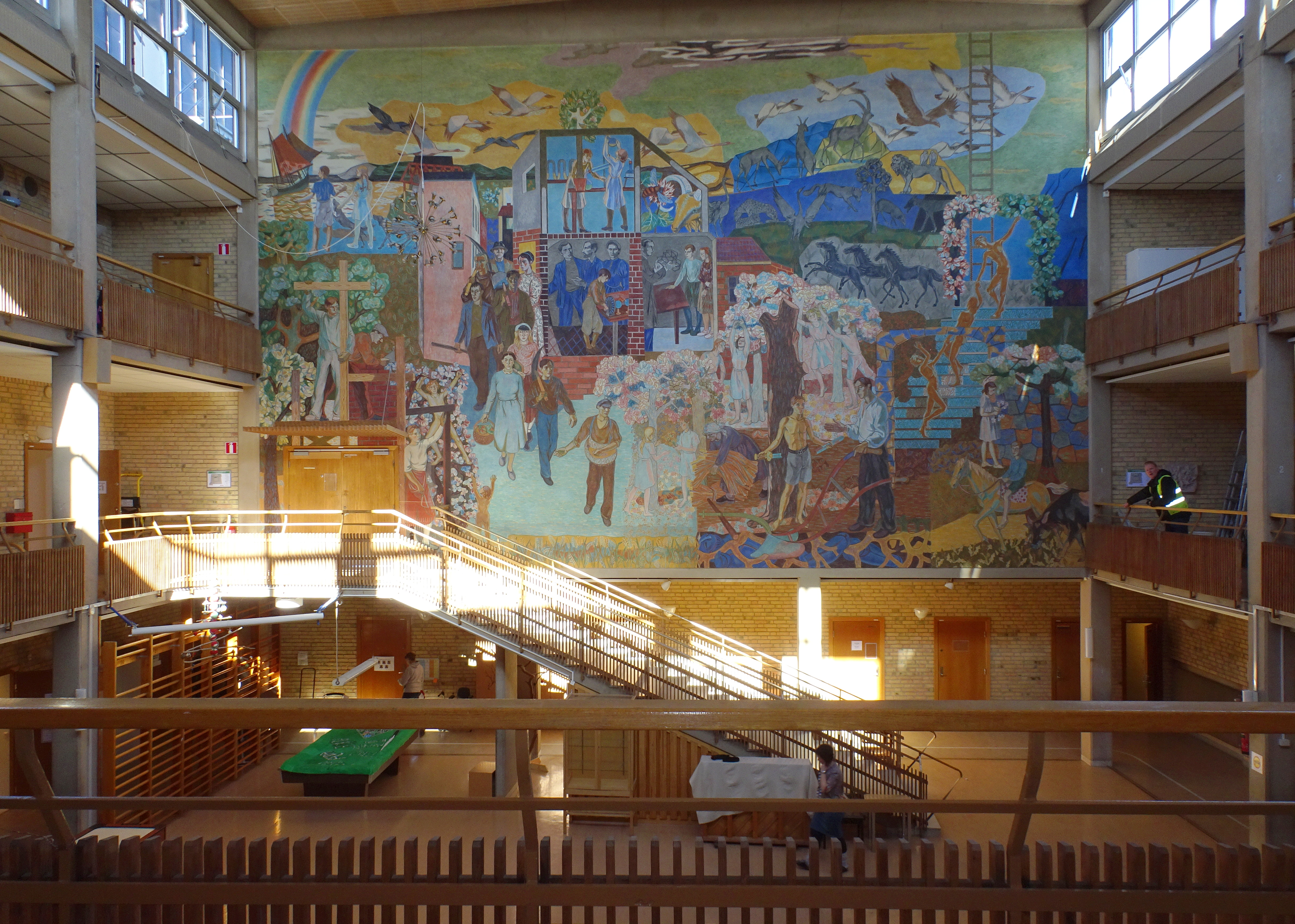
Ljushallen på Skanskvarnsskolan.

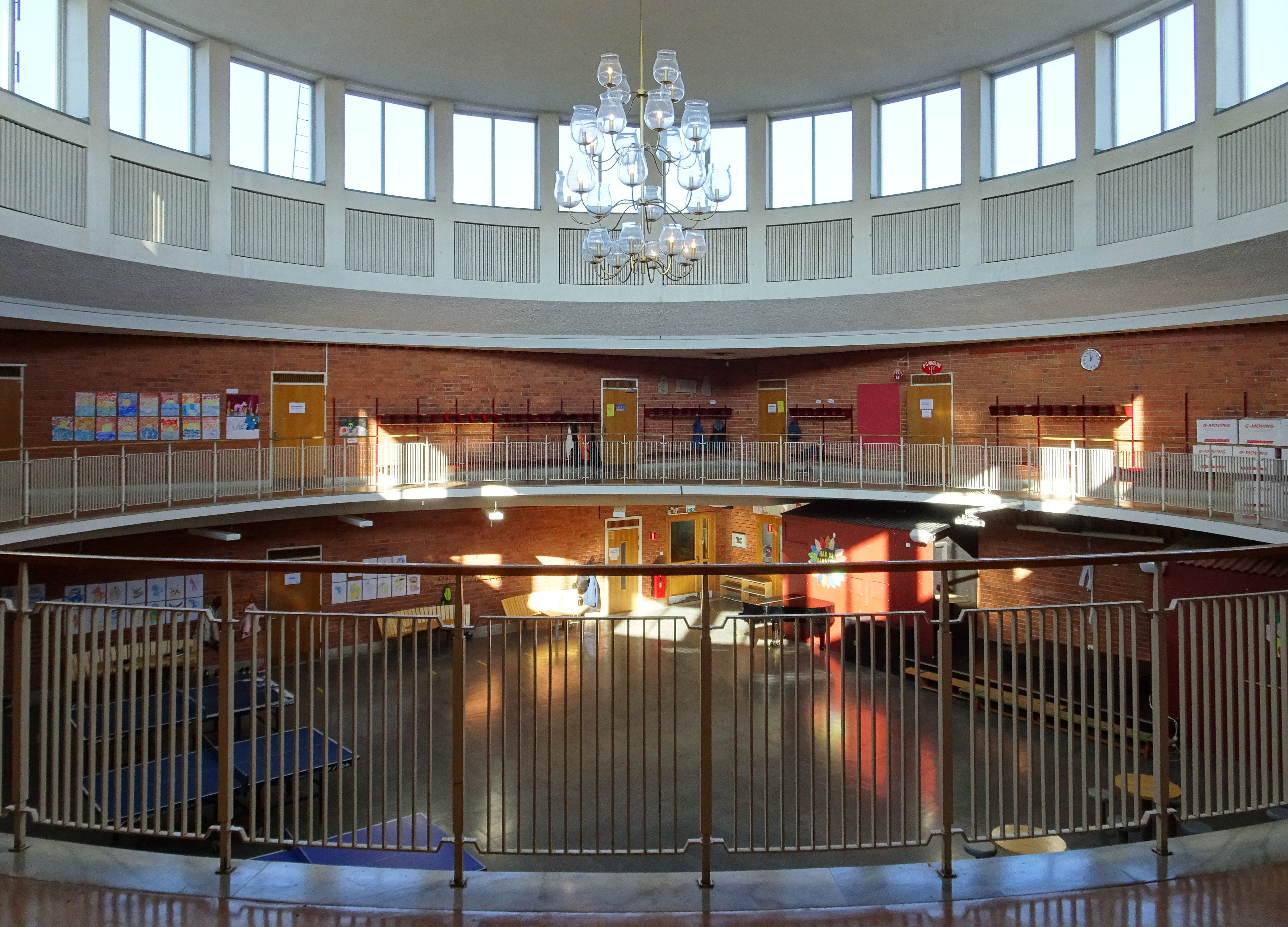
Ljushallen i Solbergaskolan.

Trots Skolöverstyrelsens reglering fick landets skolhus ofta ett individuellt utseende. Funktionen ställdes i fokus liksom krav på en skolmiljö med effektiva utrymmen för verksamheten. Via statsbidragen kunde SÖ styra mått och andra detaljer. Däremot överläts den arkitektoniska gestaltningen till arkitekterna. Funktionalismens stilideal präglade skolhusen både exteriört och interiört. 
Till sitt utseende blev skolhusen ganska anspråkslösa med få utsmyckningar. De har ibland föraktfullt kallats ”tegelhögar”, men de byggdes gediget och med hantverksmässigt hög standard enligt den för tiden rådande folkhemsarkitekturen. Inte sällan placerades skolhusen på rejält tilltagna tomter med plats för framtida utbyggnader. Folkhemmets nya skolhus utstrålade intimitet med låga längor grupperade kring två skolgårdar för låg- respektive mellanstadiet.
De nya skolhusen uppfördes i anslutning till nya bostadsområden och integrerades i centrumbebyggelsen. Under efterkrigstiden uppstod runt Stockholm en mängd nya förorter som lades likt ett pärlband längs med de nya tunnelbanelinjerna. Den nya skolan skulle uppföras nära centrum och tunnelbanestation. Exempel härför är Bandhagens gymnasium som uppfördes 1957–1959 efter ritningar av arkitekt Lennart Brundin. Skolhuset ligger i direkt anslutning till Bandhagens tunnelbanestation.
Skolhusens formspråk var traditionellt med sadeltak, fasaderna utfördes ofta i rött eller gult tegel och i de luftiga trapphusen ledde kalkstens- eller marmortrappor mellan våningarna. Huvudentrén markerades tydligt, dock inte så påkostat som på 1920-talets skolpalats. Klassrummen lades i långa flyglar och utfördes rymliga och ljusa. Från år 1946 blev skolmåltider obligatoriska vilket innebar att skolkök och matsal ingick i skolans lokalprogram. För att värna elevernas hälsa fanns också utrymmen för skolsköterska, skolpsykolog och läkare. 
I lokalprogrammet ingick också en separat gymnastikbyggnad, ibland med bassängbad och ett mindre bostadshus för skolvaktmästaren med familj. En aulabyggnad eller högtidssal skulle också finnas. Den placerades intill huvudbebyggelsen och länkades via passage till huvudbyggnaden. För flera skolor hindrades aulabyggningen av kostnadsskäl samt den ansträngda byggmarknaden och blev aldrig utförd.
Typisk för svensk folkskolebyggandet under början av 1940-talet var stora skolkomplex med mellan 35 och 41 klassrum vilket ledde till extremt långa klassrumslängor med långa, tråkiga korridorer. Skolans olika funktioner hade en tendens att utbreda sig över allt större skolgårdar, samtidigt som stadsplanerna inte kunde tillhandahålla tillräckligt stora tomter. Arkitekt Tore Axén kritiserade dessa ”mastodontskolor” i en artikel i facktidningen Byggmästaren från 1945 och menade bland annat att ”nu gällde det för arkitekterna att genom olika konstgrepp göra små anläggningar av de för stora program”.
En nyhet var ljushallen, introducerad 1945 av skolarkitekten Paul Hedqvist med Skanskvarnsskolan. Det var en stor central hall i flera våningar som bildade anläggningens centrum och huvudtrapphus. Hallen fick dagsljus av högt sittande fönster. Kring ytterväggarna löpte balkonger varifrån man nådde lärarrum, matsal, handarbetssalar, naturvetenskapssalar och liknande. Detta innebar att mängden korridorer kunde minskas. Ljushallen kunde även nyttjas som stor samlingssal när det inte fanns en aula att tillgå. Fram till mitten av 1950-talet blev hallskolan eller en kombination av hall- och korridorskola den dominerade byggnadstypen.
Bland ofta anlitade skolhusarkitekter märks särskild Paul Hedqvist som ritade cirka 60 skolor runt om i landet. Andra arkitekter med skolhusbygge som specialområde var Sture Frölén, Åke E. Lindqvist, David Dahl, Karl W. Ottesen, Lennart Brundin, Tore Axén och Ture Ryberg samt kompanjonerna Helge Zimdal och Nils Ahrbom. Många av deras skolbyggnader representerar idag höga kulturhistoriska värden.

### Bilder

Folkhemmets skolhus (exempel)
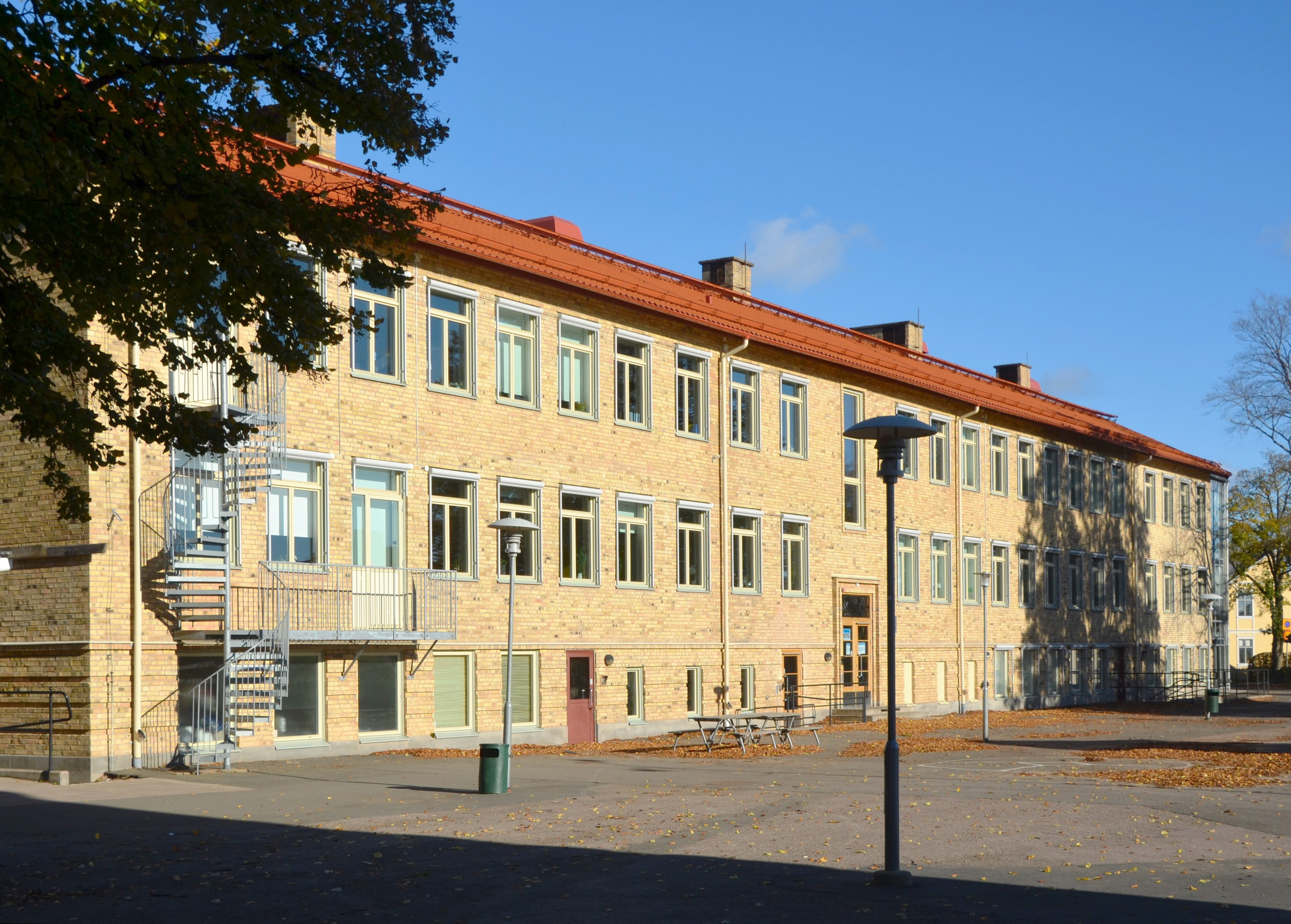
Guldkroksskolan (Vilhelm Andersson, 1950).
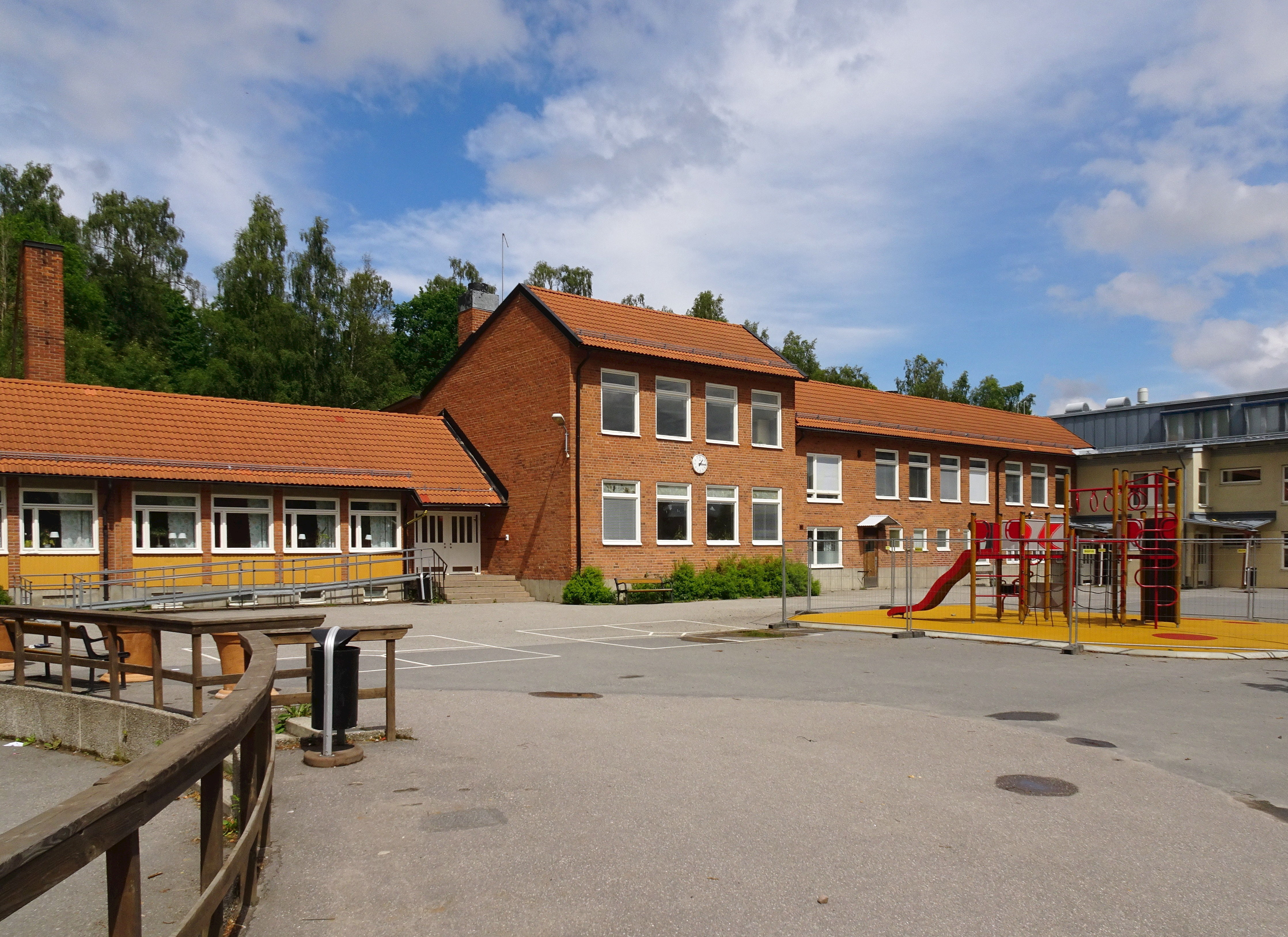
Vistaskolan (Karl W. Ottesen, 1949).
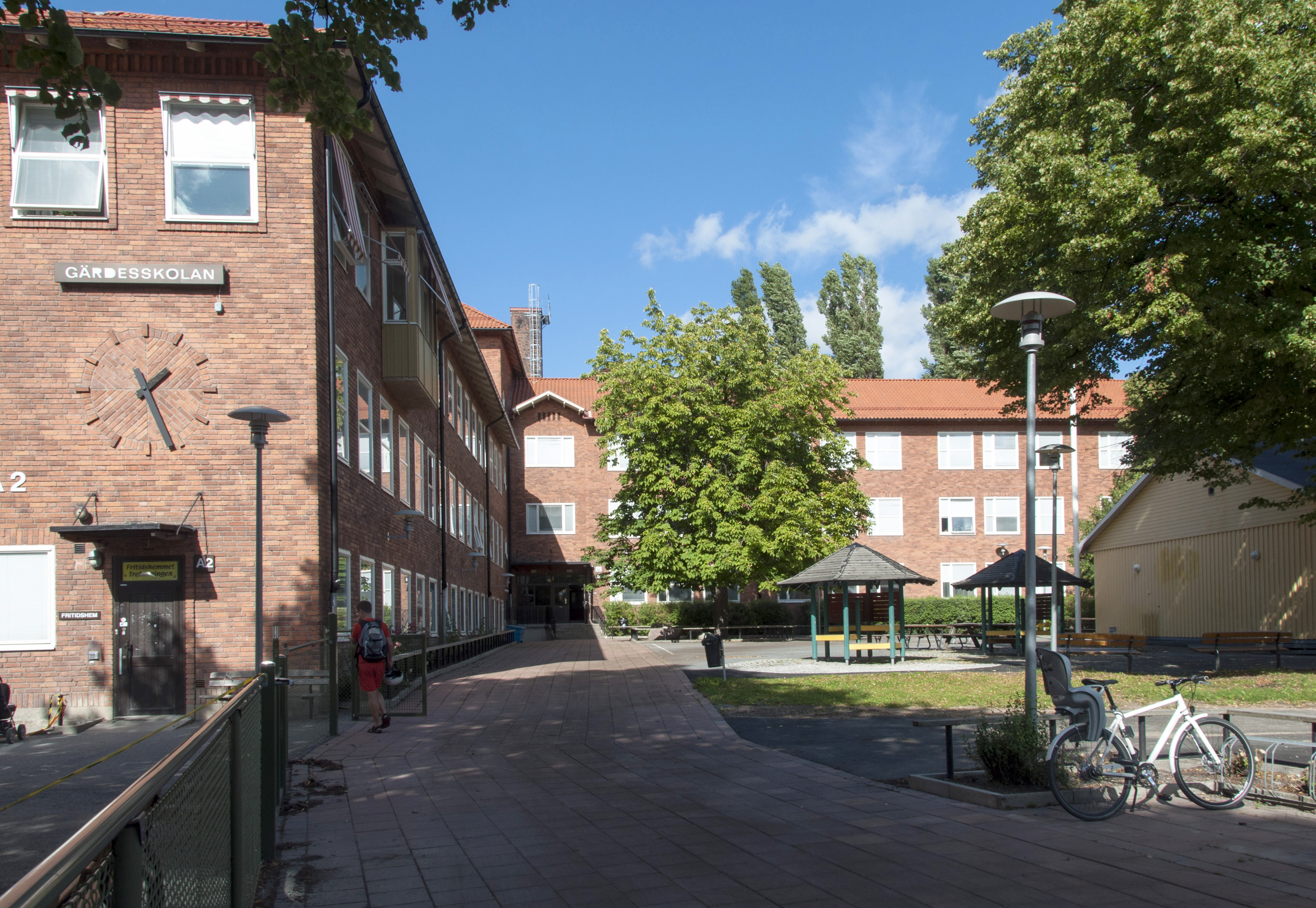
Gärdesskolan (Paul Hedqvist, 1945).
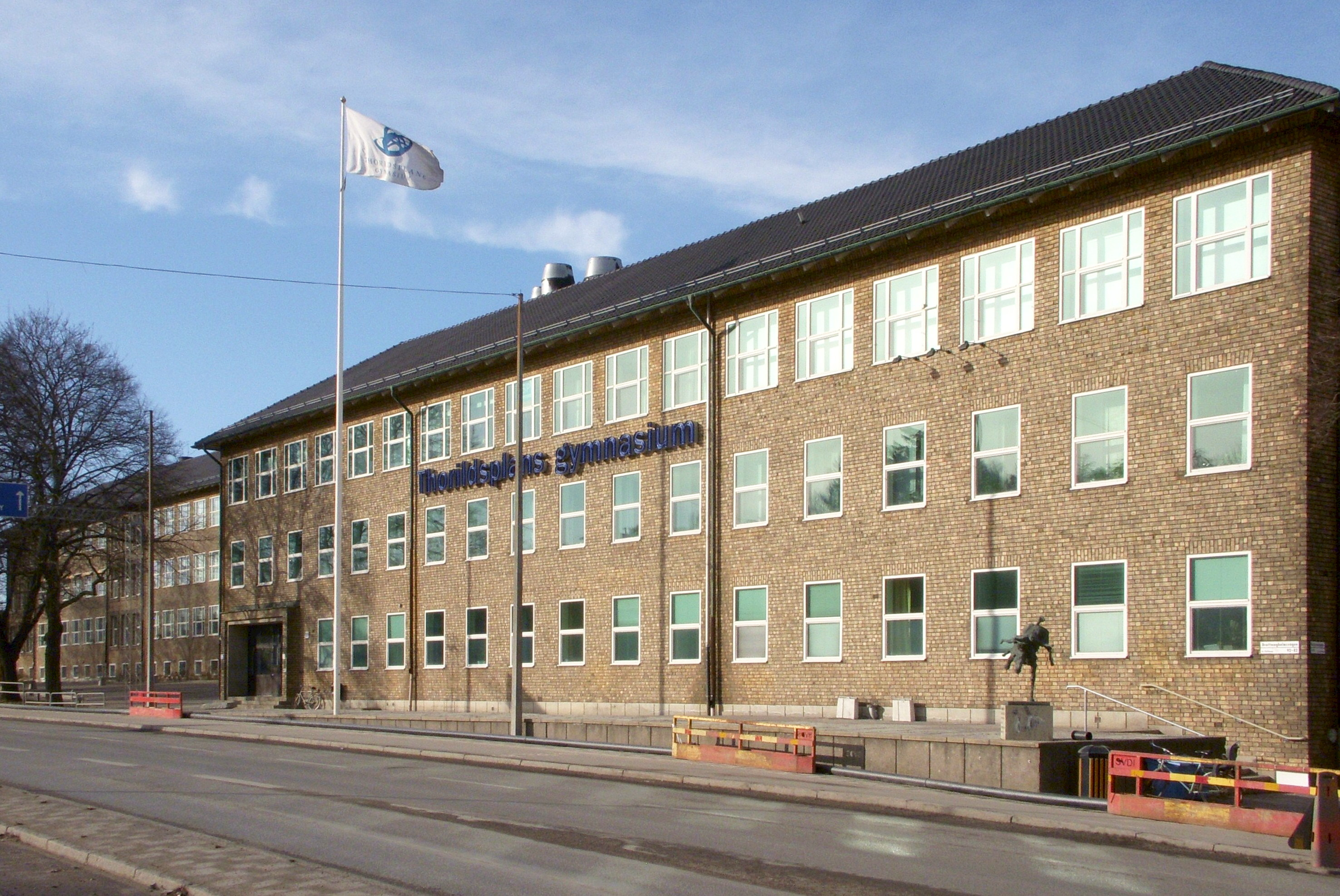
Thorildsplans gymnasium (Paul Hedqvist, 1944).

- Hökarängsskolan
 (Ture Ryberg, 1949).
- Katedralskolan i Växjö 
 (Åke E. Lindqvist, 1958).
- Bandhagens skola
 (Sture Frölén, 1953).
- Katrinelundsgymnasiet
 (Axel Forssén, 1947).

## Välfärdsstatens skolor

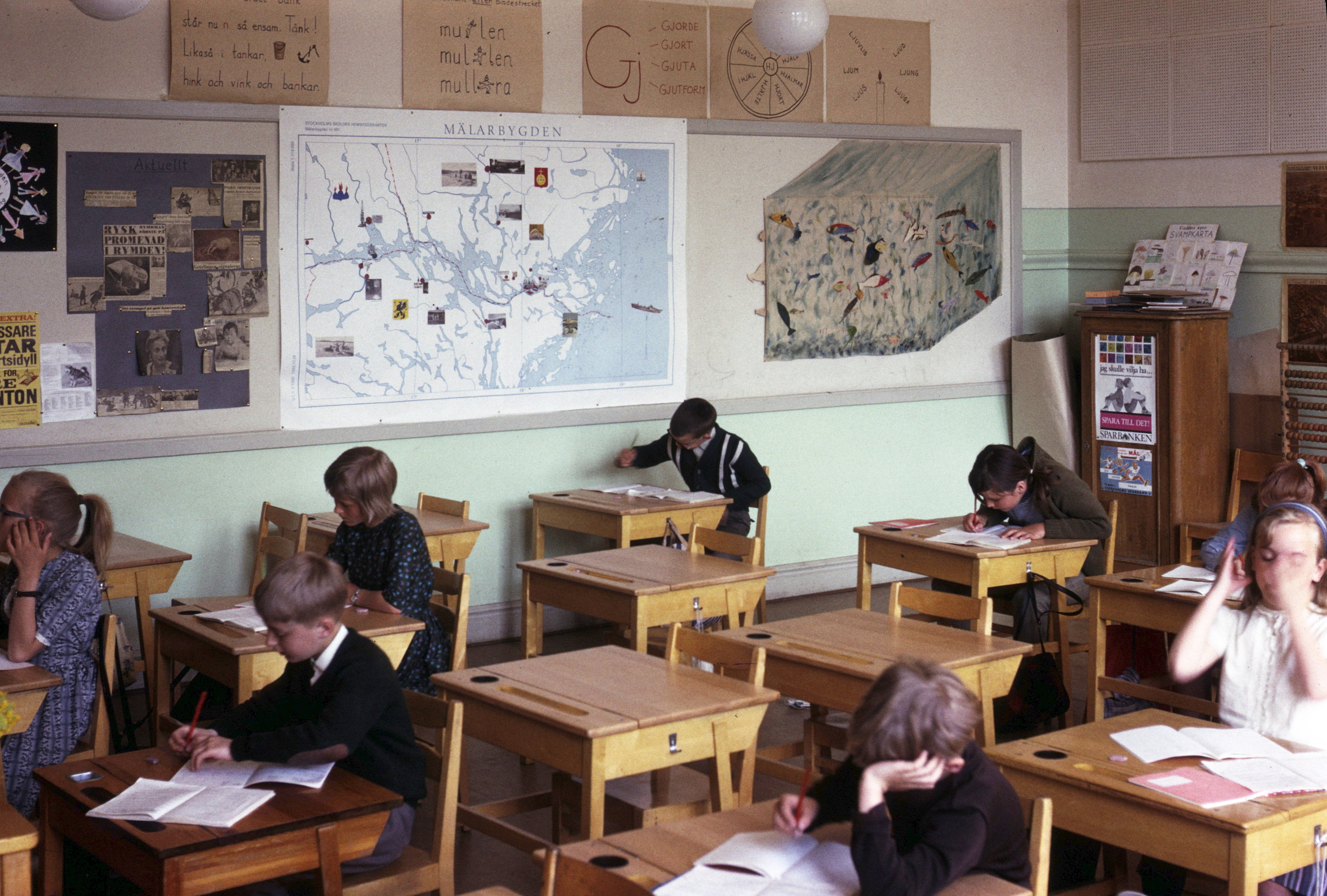
En grundskoleklass i Sverige 1965.

Välfärdsstatens skolbyggen präglades av grundskolereformen som kom 1962. I läroplanen för grundskolan, kallad Lgr 69, slogs det fast att ”alla barn och ungdomar, oberoende av bostadsort och andra yttre villkor, skall beredas reell tillgång till lika utbildningsmöjligheter”. Eftersom alla elever genomgick en nioårig grundskola med samma utbildningsstandard förväntade sig staten att klyftorna skulle minska mellan teoretiska och praktiska linjer.
Skolans nya roll var, utöver förmedling av kunskap, att bli ett verktyg i skapandet av ett jämställt samhälle och skolhusen, både nya och ombyggda, gestaltades därefter. En pågående högkonjunktur skapade de ekonomiska förutsättningar för denna skolreform som förverkligades samtidigt med bostädernas miljonprogram. Liksom miljonprogrammen blev skolbyggen en storindustri där arkitekterna använde prefabricerade byggelement, nya byggmetoder, standardisering och nya material. Skolhusproduktionen styrdes centralt av Skolöverstyrelsen och finansdepartementet som lämnade statliga bidrag och uppmuntrade kommunerna att samordna sina beställningar för att kunna pressa produktionskostnaderna.

### Välfärdsstatens skolhusarkitektur

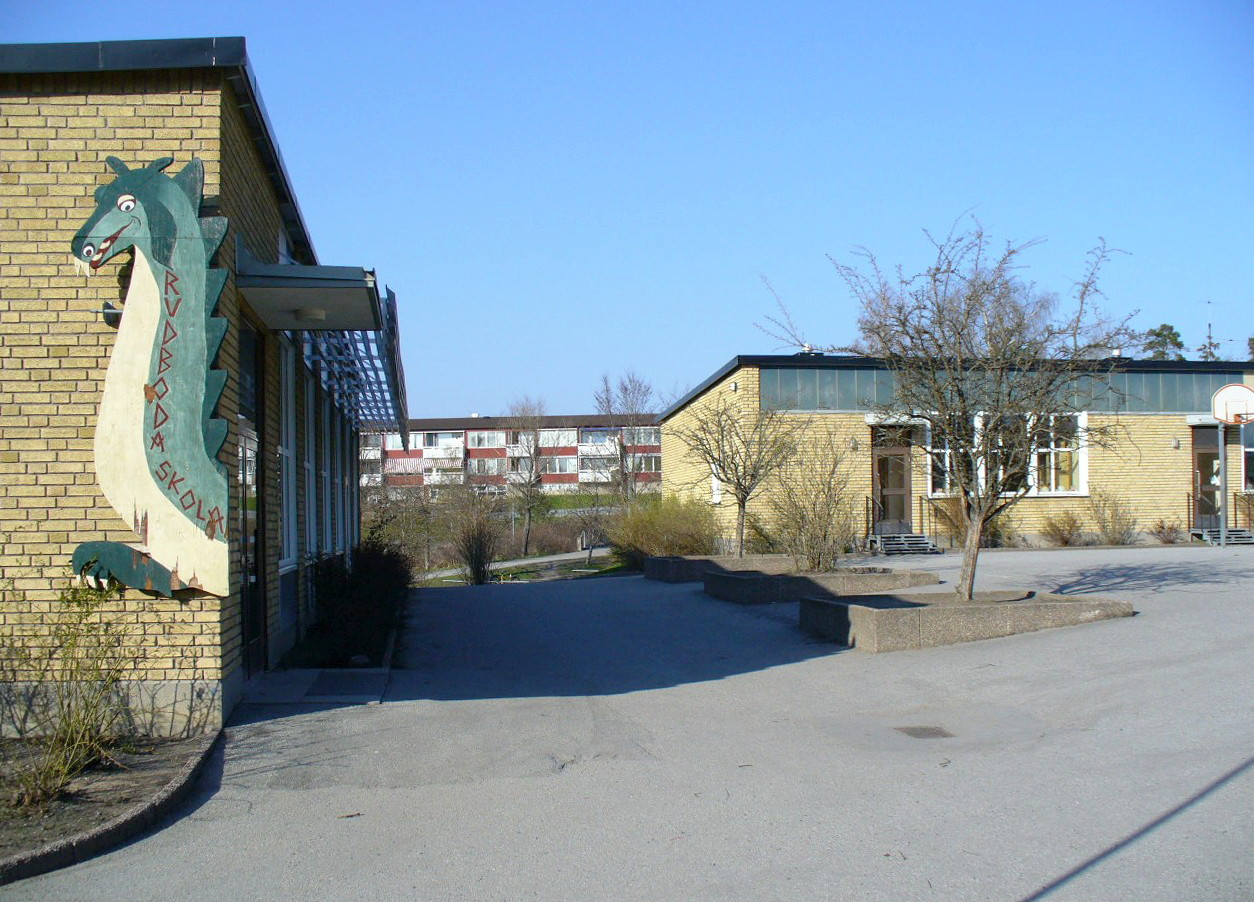
Rudboda skola på Lidingö från 1970-talet revs och ersattes 2014 av ett nytt skolhus.

Läroplanen Lgr 69 föreskrev inte i detalj hur själva skolhuset skulle utformas. Men det skulle finnas plats för arbete i varierande gruppstorlekar och inte enbart ett standardklassrum. Den ”auktoritära” läraren vid katetern skulle bort. Mindre rum för grupparbete kompletterade det vanliga klassrummet. På högstadiet avskaffades hemklassrummet helt och istället fick eleverna skåp för sin skolmateriel. Skolkomplexet, ibland kallat paviljongskolan, uppdelades i flera byggnadskroppar för skolans olika stadier samt för administration, matsal, gymnastikhall och bibliotek. 
Högstadieskolorna och gymnasierna fick byggnader för de olika institutionerna. Med gymnasiereformen Lgy 70 slogs fackskola, gymnasium och yrkesskola samman vilket krävde specialinredda undervisningssalar för exempelvis utbildning till frisör, fordonsmekaniker, elektriker, målare, snickare, konditor eller kosmetiker. Vissa av skolans funktioner såsom bibliotek, gymnastiksal och matsal skulle även betjäna kringboende.
Tanken var även att dessa skolhus på ett enkelt sätt skulle kunna byggas om för framtida krav. Det visade sig dock i många fall att det inte var så enkelt och istället för ombyggnad blev det rivning och nybyggnad. Exempel härför är Rudboda skola på Lidingö från 1970-talet som revs 2012 och ersattes 2014 av ett nytt skolhus.
Arkitekternas insats hade reducerats till att rita ett skal kring ett lokalprogram. Hur det såg ut spelade ingen större, huvudsaken var skolhusets funktion. Att projektera och gestalta skolhus var inte längre ett attraktivt uppdrag för en arkitekt. Tidstypiska exempel är Kvarnbyskolan i Rinkeby ritad 1967 av Kjell Wretling och Söderholmsskolan i Stockholmsförorten Vårberg från 1968 ritad av Bengt Hidemark och Gösta Danielson.

### Bilder

Välfärdsstatens skolhus (exempel)
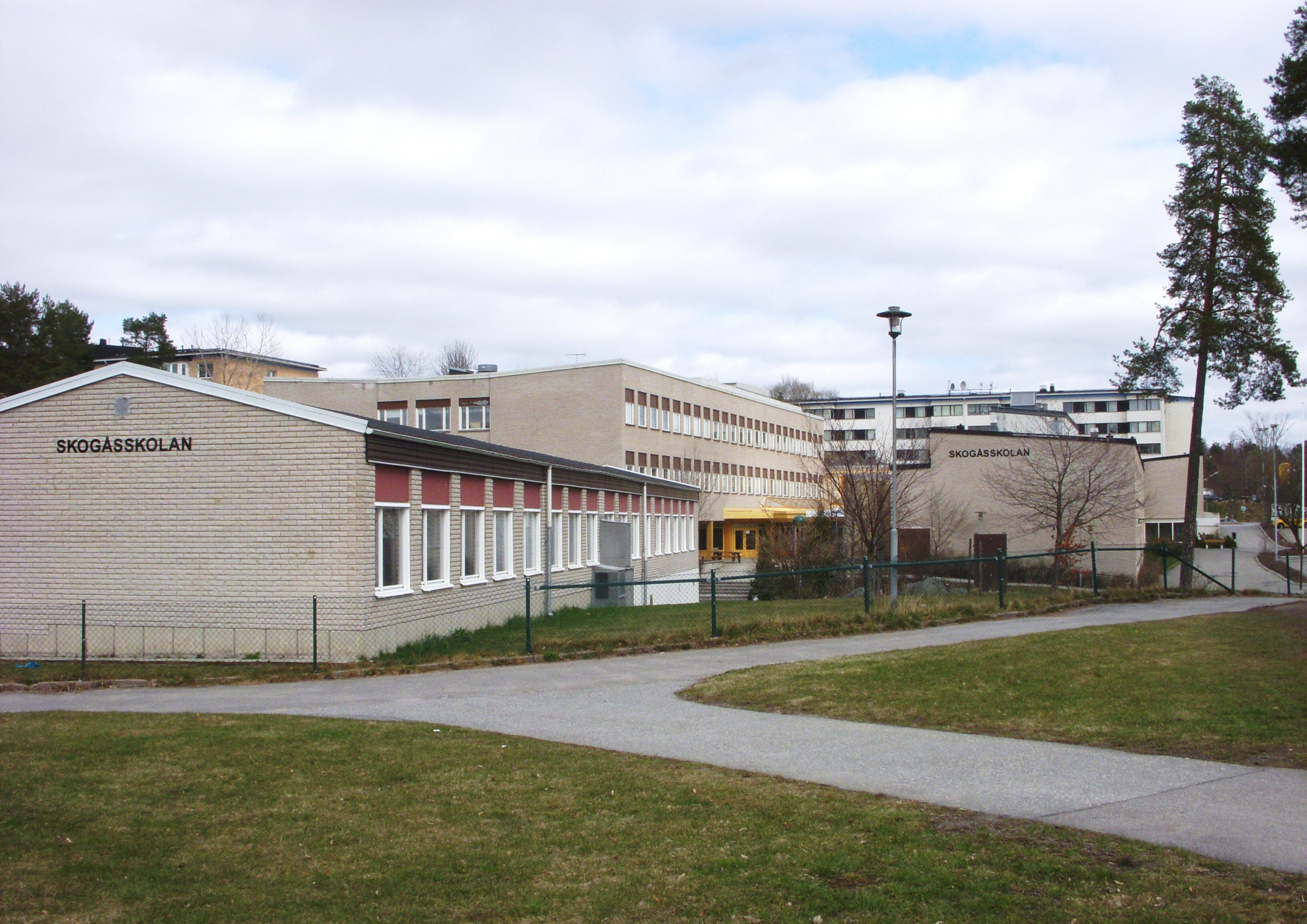
Skogåsskolan (Karl W. Ottesen, 1960-talet).
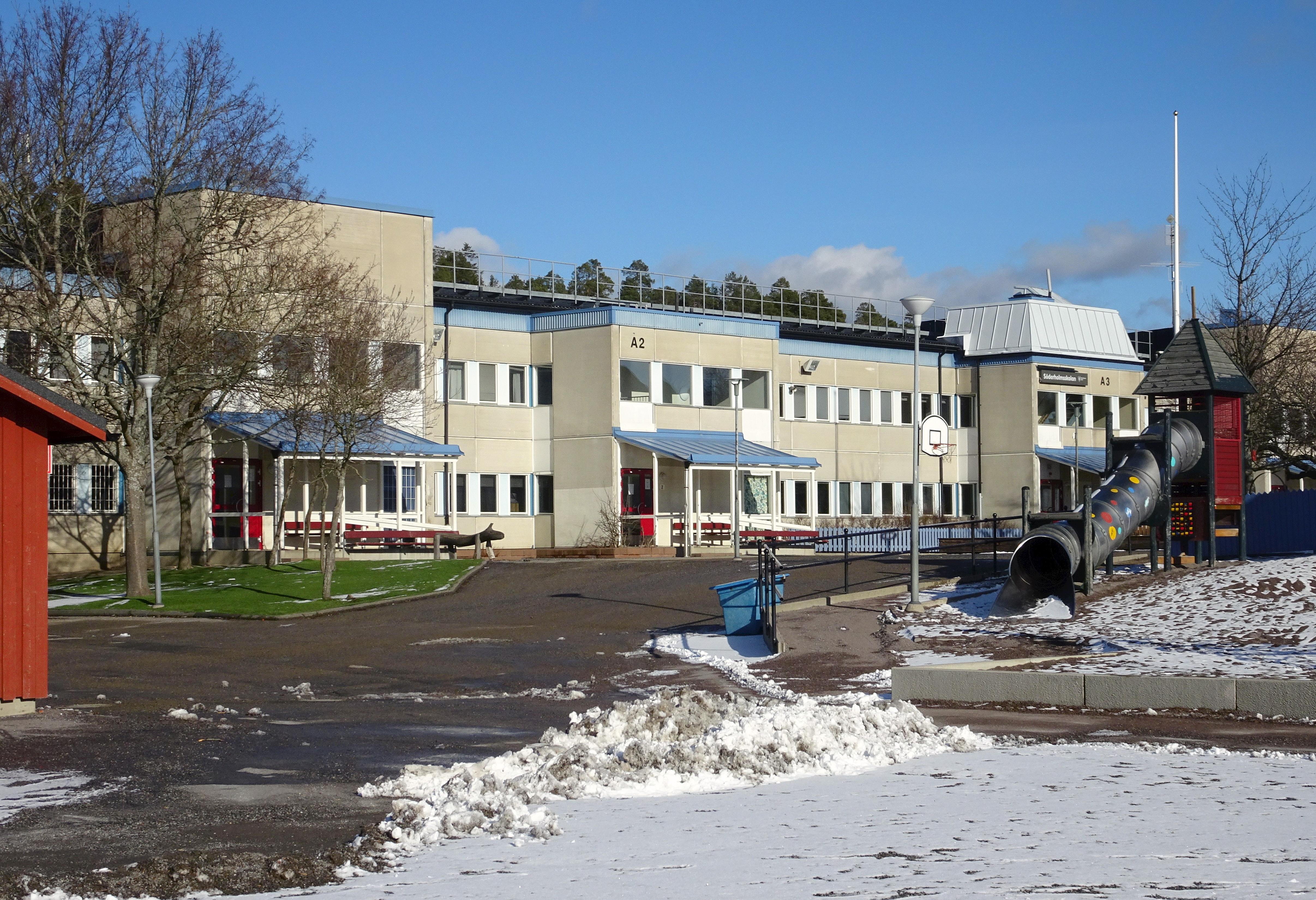
Söderholmsskolan (Bengt Hidemark, 1968).
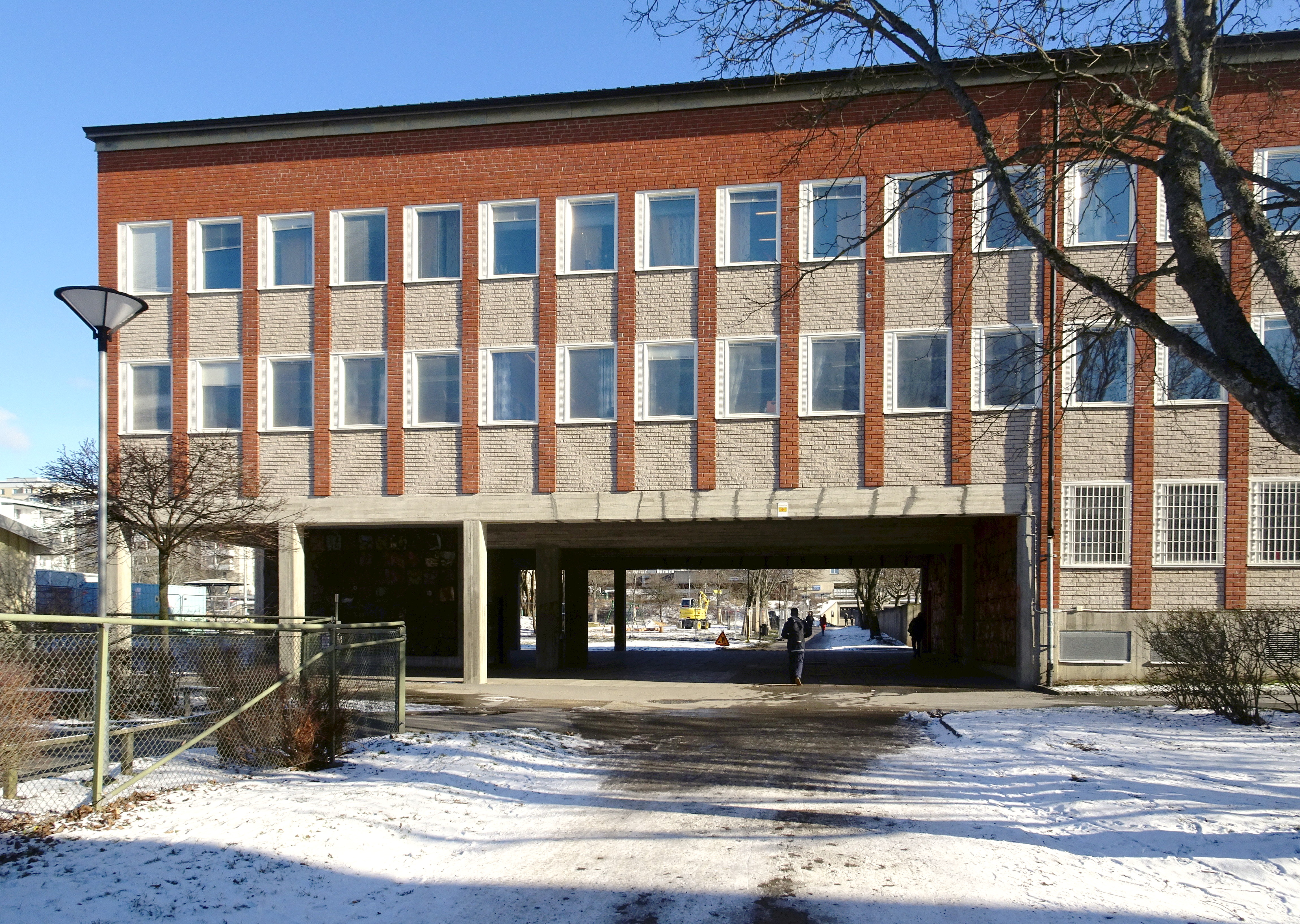
Vårbergsskolan (Lennart Brundin, 1970)
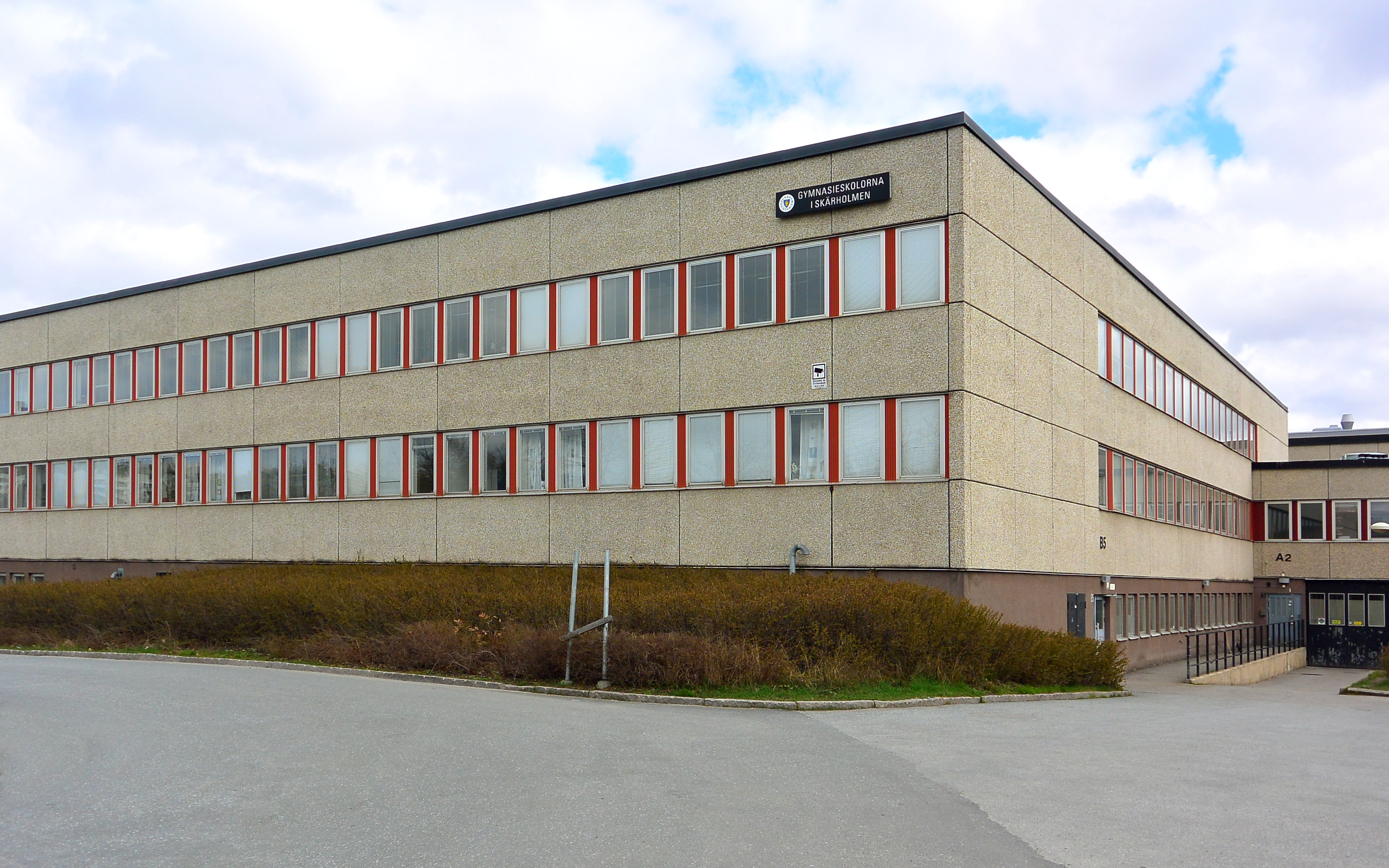
Skärholmens gymnasium (Lennart Brundin, 1974)

## Svensk skolhusarkitektur i dag

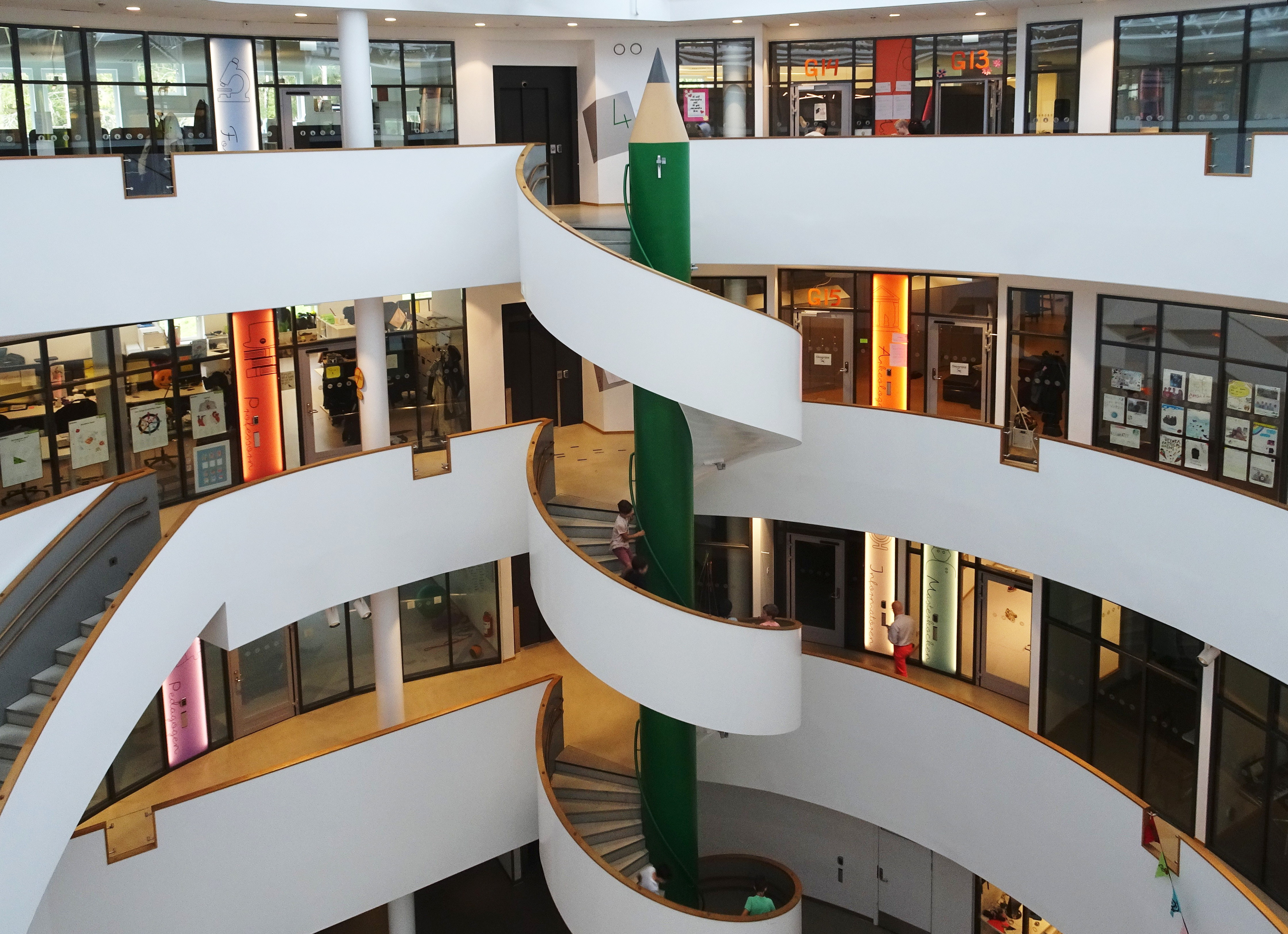
Glömstaskolans ljushall, 2018.

År 1991 lämnade staten över ansvaret för skolan till kommunerna som ensamma huvudmän genom en ny kommunallag. Skolinspektionen kontrollerar skolans verksamhet, medan kommunerna har ansvar för de fysiska miljöerna. Att låta projektera och bygga ett nytt skolhus är en dyrbar affär. Innan ett bygglov kan ges krävs i regel en detaljplan där bland annat kommunens representanter, lärare, elever, arkitekter, samhällsplanerare, berörda grannar och miljöorganisationer lämnar synpunkter. Själva bygget föregås ofta av en arkitekttävling. Det kan gå många år mellan idé och verklighet.
Dagens moderna skolhusarkitektur kan illustreras med den "korridorlösa" Glömstaskolan för 720 elever i Huddinge kommun, ritad av Origo arkitekter och Arcona Arkitekter med Huge Fastigheter som byggherre. Det är en kommunal grundskola som öppnade till höstterminen 2016 och vann Huddinges byggnadspris 2018. Skolbyggnaden har en innovativ planlösning.  
Interiören domineras av den stora cirkulära ljushallen som får dagsljus via takfönster. Hallen sammanlänkar alla våningar via två trappor och runtlöpande gallerior. Därifrån nås samtliga undervisningsområdena som saknar korridorer och konventionella klassrum. Undervisningsområdena ligger grupperade kring oregelbundna ytor, som kan möbleras och anpassas på olika sätt. Istället för bänkar i rader kan undervisningsområdena möblerats med sittsäckar, ståbord och konferensbord. Genom stora glaspartier mot ljushallen hålls kontakt utåt. De mer ”privata” arbetsområdena ligger på plan 3 och 4 tillsammans med rum för personal och elevvård samt bibliotek.

## Svensk skolhusarkitektur i morgon
Om framtidens skolarkitektur kan man bara spekulera. Nya skolmiljöer behöver anpassas till demokratiska värderingar, jämlikhet, individuell frihet och möjlighet att tillgodose alla barns behov. Pedagogiska idéer och samhällsideal har i regel en kortare livslängd än själva skolhuset. Det innebär fortlöpande anpassning av det äldre fastighetsbeståndet vilket kan te sig ibland komplicerat och kostsamt speciellt för äldre skolhus. Demografiska förändringar påverkar också behoven av skolor och förskolor över tid. Därtill kommer digitalisering, klimatutmaningar och även samhällsfarliga smittspridningar.
I samband med Covid-19-pandemin i Sverige ställdes frågan om det behövs en fysisk byggnad för undervisningen. Samtidigt upplevdes den påtvingade distansundervisningen som en belastning för både lärare och elever. Enligt tidskriften Skolvärlden (utgiven av Lärarnas riksförbund) har "läran om att lära in" en nyckelroll i skolan år 2045. Lärarna har blivit mer av coacher, datalogiskt tänkande har slagit igenom stort och svarven i träslöjden har bytts mot LED-slöjd. Boverket menar att skolan och förskolan som fysisk plats behövs för att ge alla samma förutsättningar för att utvecklas och lära. I föreningen Skolhusgruppen samarbetar arkitekter, pedagoger och forskare kring frågor som rör skolbyggnader och skolgårdar, publicerar egna skrifter och debattinlägg och medverkar som experter i skolplaneringsfrågor.